# Europees kampioenschap voetbal 2008 (kwalificatie)
Voordat het Europees kampioenschap voetbal 2008 kon plaatsvinden, dienden de 52 leden van de UEFA zich te kwalificeren via de daarbij horende kwalificatiegroepen.
Twee landen waren op voorhand al geplaatst voor het toernooi in 2008. Dit betrof de beide organisatoren Oostenrijk en Zwitserland. Deze landen werden dan ook niet ingedeeld in een kwalificatiegroep.
De overige 50 landen werden verdeeld in zes groepen van zeven teams en één groep van acht teams. Anders dan de laatste edities het geval was, zouden er dit keer geen play-off wedstrijden gespeeld worden, maar waren de nummers 1 en 2 uit iedere groep gekwalificeerd. Op vrijdag 27 januari 2006 vond de loting voor de kwalificatie plaats in Montreux, Zwitserland.
In vergelijking met het vorige EK plaatsten Frankrijk, Italië, Spanje, Nederland, Portugal, Kroatië, Duitsland, Zweden, Griekenland, Tsjechië, Zwitserland en Rusland zich opnieuw, Bulgarije werd uitgeschakeld door Roemenië, Oostenrijk, Polen en Turkije namen de plaats in van Engeland, Denemarken en Letland.

## Plaatsingsprocedure
Alle landen werden ingedeeld in zeven potten, zes potten van zeven, en één pot van acht landen. Pot 1 was de sterkste pot, met daarin de landen met de hoogste coëfficiënten. De coëfficiënten zijn bepaald naar aanleiding van de resultaten in de kwalificatie voor het EK 2004 en het WK 2006. Wel zaten er een aantal regels vast aan de procedure.
- Griekenland is de verdedigend kampioen van 2004 en zat daarom automatisch in Pot 1;
- Portugal was de organisator in 2004, vandaar dat hun resultaten van 2000 meetellen;
- Duitsland was de organisator van het WK in 2006, vandaar dat hun resultaten van de WK-kwalificatie 2002 meetellen;
- Kazachstan doet voor het eerst mee, waardoor alleen hun resultaten van 2006 meetellen;
- Servië doet mee als opvolger van Servië en Montenegro; het Montenegrijns voetbalelftal is te laat opgericht om nog bij een groep ingedeeld te worden.

In iedere kwalificatiegroep kwam één land uit iedere pot. Daarvoor werd allereerst een willekeurig land uit pot 7 toegevoegd aan groep A.

### Pot-indeling
| Pot 1                                                                           | Pot 2                                                                | Pot 3                                                                          | Pot 4                                                                       | Pot 5                                                                  | Pot 6                                                                             | Pot 7                                                                                            |
| ------------------------------------------------------------------------------- | -------------------------------------------------------------------- | ------------------------------------------------------------------------------ | --------------------------------------------------------------------------- | ---------------------------------------------------------------------- | --------------------------------------------------------------------------------- | ------------------------------------------------------------------------------------------------ |
| - Griekenland - Nederland - Portugal - Engeland - Tsjechië - Frankrijk - Zweden | - Duitsland - Kroatië - Italië - Turkije - Polen - Spanje - Roemenië | - Servië - Rusland - Denemarken - Noorwegen - Bulgarije - Oekraïne - Slowakije | - Bosnië en H. - Ierland - België - Letland - Israël - Schotland - Slovenië | - Hongarije - Finland - Estland - Wales - Litouwen - Albanië - IJsland | - Georgië - Macedonië - Wit-Rusland - Armenië - Noord-Ierland - Cyprus - Moldavië | - Liechtenstein - Azerbeidzjan - Andorra - Malta - Faeröer - Kazachstan - Luxemburg - San Marino |

## Kwalificatiegroepen
Legenda

### Groep A
Omdat België zich al twee keer niet had geplaatst voor een groot voetbaltoernooi, kwam België bij de loting in de vierde pot terecht en moest het opnemen tegen drie ploegen die zich wel geplaatst hadden voor het meest recente WK. De start was al ongelukkig met een gelijkspel thuis tegen het op een EK debuterende Kazachstan en een 1-0 nederlaag tegen Servië, met zeven punten uit vier wedstrijden werd de thuiswedstrijd tegen het op gelijke hoogte staande Polen een sleutelduel. België verloor met 0-1 door een doelpunt van Radosław Matusiak en België moest in de achtervolging om zich alsnog te paatsen. Voor de wedstrijd tegen Portugal zorgde doelman Stijn Stijnen voor een rel door op te roepen Christiano Ronaldo uit de wedstrijd te schoppen. België verloor kansloos met 4-0, Christiano Ronaldo scoorde twee doelpunten. Na een 2-0 nederlaag tegen Finland was de ploeg al kansloos om zich te plaatsen. De wedstrijd werd lange tijd onderbroken doordat een laagvliegende uil zich vijf minuten nestelde op de doelpalen. België eindigde ruim achter de twee gekwalificeerde landen op de vijfde plaats, de positie van coach René Vandereycken wankelde, maar hij mocht uiteindelijk aanblijven.
Finland nam de rol van outsider van België over, ex-Ajaxspeler Jari Litmanen was nog steeds de belangrijkste speler van zijn nationale team ondanks zijn vergevorderde leeftijd. De Engelse coach Roy Hodgson, die vooral succes had met buitenlandse clubs en nationale teams werd aangesteld als bondscoach. Na het teleurstellende WK stelde de Poolse bond Leo Beenhakker aan, eerder succesvol op hetzelfde WK met het bescheiden Trinidad en Tobago. Het debuut eindigde in een teleurstellende thuisnederlaag tegen Finland, Jari Litmanen maakte twee doelpunten. Na een 1-1 gelijkspel thuis tegen Servië werden daarna belangrijke overwinningen geboekt op Portugal en in Brussel tegen België. Aan het einde van het kalenderjaar 2006 had Finland met elf punten uit vijf wedstrijden één punt voorsprong op Servië en Polen, waarbij Servië één wedstrijd minder had gespeeld.
In de zesde speelronde verloren zowel Finland als Servië van een outsider, Servië van Kazachstan, Finland van Azerbeidzjan, Polen nam daardoor de leiding over in de groep. Polen behield de koppositie ondanks een onverwachte nederlaag tegen Armenië. Aan het einde van het voetbalseizoen had Polen met 19 punten uit negen wedstrijden een voorsprong van vijf punten op Portugal en Servië, naar wel twee wedstrijden meer gespeeld. De inhaalwedstrijden voor beide opponenten waren geen succes, in augustus verloor Servië van België en Portugal kwam niet verder dan een 1-1 gelijkspel tegen Armenië. In de maand september waren vier directe confrontaties tegen kanshebbers: Portugal verspeelde zowel tegen Polen als tegen Servië een voorsprong vlak voor tijd, Servië kwam niet verder dan een doelpuntloos gelijkspel tegen Finland, waarna Finland verzuimde de koppositie over te nemen van Polen door opnieuw doelpuntloos gelijk te spelen. Met nog vier speelronden te gaan ging Polen aan de leiding met 21 punten uit 11 wedstrijden, twee meer dan Finland, Portugal en Servië hadden respectievelijk 17 en 16 puten maar één wedstrijd minder gespeeld.
Portugal bleef moeizaam presteren, een doelpunt ver in blessure-tijd van Christiano Ronaldo zorgde voor een late overwinning in de uitwedstrijd tegen Kazachstan. Polen won een paar dagen eerder met 3-1 van Kazachstan door drie goals van Ebi Smolarek en door puntverlies van Servië en Finland zou het bij een overwinning op België zich kunnen plaatsen bij een overwinning.Opnieuw was Smolarek belangrijk, hij scoorde alle doelpunten (2-0), Polen plaatste zich voor de eerste keer voor een Europees Kampioenschap en Leo Beenhakker kreeg een hoge Poolse onderscheiding. Voor de tweede plaats had Servië door het gelijkspel tegen Armenië alleen nog een theoretische kans zich te plaatsen, de Spaanse coach Javier Clemente werd ontslagen. Portugal en Finland streden om de tweede plaats in de groep, Finland moest winnen om zich te plaatsen, kwam echter niet verder dan twee doelpogingen en had niets aan een doelpuntloos gelijkspel. Liefst negen van de twaalf onderlinge wedstrijden van de vier kanshebbers op kwalificatie eindigde in een gelijkspel, alleen Polen won een thuisduel, met name de wedstrijden tegen België gaven de doorslag voor de uiteindelijke kwalificatie van Polen en Portugal.
| Land         | Wed | Win | Gel | Ver | DV | DT | +/− | Pnt |
| ------------ | --- | --- | --- | --- | -- | -- | --- | --- |
| Polen        | 14  | 8   | 4   | 2   | 24 | 12 | +12 | 28  |
| Portugal     | 14  | 7   | 6   | 1   | 25 | 11 | +14 | 27  |
| Servië       | 14  | 6   | 6   | 2   | 23 | 12 | +11 | 24  |
| Finland      | 14  | 6   | 6   | 2   | 13 | 7  | +6  | 24  |
| België       | 14  | 5   | 3   | 6   | 14 | 16 | –2  | 18  |
| Kazachstan   | 14  | 2   | 4   | 8   | 11 | 21 | –10 | 10  |
| Armenië      | 12  | 2   | 3   | 7   | 4  | 13 | –9  | 9   |
| Azerbeidzjan | 12  | 1   | 2   | 9   | 6  | 28 | –22 | 5   |

|                               |         |       |            |                                                                                          |
| 16 augustus 2006 19:45 (CEST) | België  | 0 – 0 | Kazachstan | Constant Vanden Stockstadion, Brussel Toeschouwers: 15.495 Scheidsrechter: Mark Courtney |
| 16 augustus 2006 19:45 (CEST) | verslag |       |            | Constant Vanden Stockstadion, Brussel Toeschouwers: 15.495 Scheidsrechter: Mark Courtney |

|                               |           |         |              |                                                                              |
| 2 september 2006 20:15 (CEST) | Servië    | 1 – 0   | Azerbeidzjan | Stadion Crvena Zvezda, Belgrado Toeschouwers: 0 Scheidsrechter: Knut Kircher |
| 2 september 2006 20:15 (CEST) | Žigić 72' | verslag |              | Stadion Crvena Zvezda, Belgrado Toeschouwers: 0 Scheidsrechter: Knut Kircher |

|                               |             |         |                                       |                                                                                              |
| 2 september 2006 20:30 (CEST) | Polen       | 1 – 3   | Finland                               | Zdzisław Krzyszkowiakstadion, Bydgoszcz Toeschouwers: 17.000 Scheidsrechter: Laurent Duhamel |
| 2 september 2006 20:30 (CEST) | Garguła 89' | verslag | Litmanen 54', 76' (pen.) Väyrynen 84' | Zdzisław Krzyszkowiakstadion, Bydgoszcz Toeschouwers: 17.000 Scheidsrechter: Laurent Duhamel |

|                                |              |         |            |                                                                                |
| 6 september 2006 19:00 (UTC+5) | Azerbeidzjan | 1 – 1   | Kazachstan | Tofikh Bakhramovstadion, Baku Toeschouwers: 18.000 Scheidsrechter: Zsolt Szabo |
| 6 september 2006 19:00 (UTC+5) | Ladaga 16'   | verslag | Bjakov 36' | Tofikh Bakhramovstadion, Baku Toeschouwers: 18.000 Scheidsrechter: Zsolt Szabo |

|                                |         |         |                |                                                                                              |
| 6 september 2006 21:00 (UTC+5) | Armenië | 0 – 1   | België         | Vazgen Sargsyan Republicanstadion, Yerevan Toeschouwers: 8.000 Scheidsrechter: Gerald Lehner |
| 6 september 2006 21:00 (UTC+5) |         | verslag | Van Buyten 41' | Vazgen Sargsyan Republicanstadion, Yerevan Toeschouwers: 8.000 Scheidsrechter: Gerald Lehner |

|                               |               |         |                |                                                                                |
| 6 september 2006 20:00 (EEST) | Finland       | 1 – 1   | Portugal       | Olympisch Stadion, Helsinki Toeschouwers: 38.015 Scheidsrechter: Konrad Plautz |
| 6 september 2006 20:00 (EEST) | Johansson 22' | verslag | Nuno Gomes 42' | Olympisch Stadion, Helsinki Toeschouwers: 38.015 Scheidsrechter: Konrad Plautz |

|                               |              |         |             |                                                                                   |
| 6 september 2006 20:30 (CEST) | Polen        | 1 – 1   | Servië      | Wojska Polskiegostadion, Warschau Toeschouwers: 5.000 Scheidsrechter: Graham Poll |
| 6 september 2006 20:30 (CEST) | Matusiak 30' | verslag | Lazović 71' | Wojska Polskiegostadion, Warschau Toeschouwers: 5.000 Scheidsrechter: Graham Poll |

|                              |            |         |              |                                                                                    |
| 7 oktober 2006 21:00 (UTC+6) | Kazachstan | 0 – 1   | Polen        | Almatı Ortalıq Stadionı, Almaty Toeschouwers: 18.000 Scheidsrechter: Edo Trivkovic |
| 7 oktober 2006 21:00 (UTC+6) |            | verslag | Smolarek 52' | Almatı Ortalıq Stadionı, Almaty Toeschouwers: 18.000 Scheidsrechter: Edo Trivkovic |

|                              |         |       |         |                                                                                              |
| 7 oktober 2006 21:00 (UTC+5) | Armenië | 0 – 0 | Finland | Vazgen Sargsyan Republicanstadion, Yerevan Toeschouwers: 7.500 Scheidsrechter: Damir Skomina |
| 7 oktober 2006 21:00 (UTC+5) | verslag |       |         | Vazgen Sargsyan Republicanstadion, Yerevan Toeschouwers: 7.500 Scheidsrechter: Damir Skomina |

|                             |           |         |        |                                                                                       |
| 7 oktober 2006 20:15 (CEST) | Servië    | 1 – 0   | België | Stadion Crvena Zvezda, Belgrado Toeschouwers: 35.000 Scheidsrechter: Domenico Messina |
| 7 oktober 2006 20:15 (CEST) | Žigić 54' | verslag |        | Stadion Crvena Zvezda, Belgrado Toeschouwers: 35.000 Scheidsrechter: Domenico Messina |

|                            |                               |         |              |                                                                   |
| 7 oktober 2006 21:00 (WET) | Portugal                      | 3 – 0   | Azerbeidzjan | Bessa XXI, Porto Toeschouwers: 20.000 Scheidsrechter: Mark Halsey |
| 7 oktober 2006 21:00 (WET) | Ronaldo 25', 63' Carvalho 31' | verslag |              | Bessa XXI, Porto Toeschouwers: 20.000 Scheidsrechter: Mark Halsey |

|                               |            |         |                         |                                                                                          |
| 11 oktober 2006 22:00 (UTC+6) | Kazachstan | 0 – 2   | Finland                 | Almatı Ortalıq Stadionı, Almaty Toeschouwers: 17.000 Scheidsrechter: Athanassios Briakos |
| 11 oktober 2006 22:00 (UTC+6) |            | verslag | Litmanen 29' Hyypiä 64' | Almatı Ortalıq Stadionı, Almaty Toeschouwers: 17.000 Scheidsrechter: Athanassios Briakos |

|                              |                                              |         |         |                                                                                          |
| 11 oktober 2006 20:15 (CEST) | Servië                                       | 3 – 0   | Armenië | Stadion Crvena Zvezda, Belgrado Toeschouwers: 20.000 Scheidsrechter: Georgios Kasnaferis |
| 11 oktober 2006 20:15 (CEST) | Stanković 54' (pen.) Lazović 62' Žigić 90+2' | verslag |         | Stadion Crvena Zvezda, Belgrado Toeschouwers: 20.000 Scheidsrechter: Georgios Kasnaferis |

|                              |                  |         |                  |                                                                            |
| 11 oktober 2006 20:30 (CEST) | Polen            | 2 – 1   | Portugal         | Śląskistadion, Chorzów Toeschouwers: 40.000 Scheidsrechter: Wolfgang Stark |
| 11 oktober 2006 20:30 (CEST) | Smolarek 9', 18' | verslag | Nuno Gomes 90+2' | Śląskistadion, Chorzów Toeschouwers: 40.000 Scheidsrechter: Wolfgang Stark |

|                              |                                               |         |              |                                                                                          |
| 11 oktober 2006 20:45 (CEST) | België                                        | 3 – 0   | Azerbeidzjan | Constant Vanden Stockstadion, Brussel Toeschouwers: 12.000 Scheidsrechter: Romans Lajuks |
| 11 oktober 2006 20:45 (CEST) | Simons 24' (pen.) Vandenbergh 47' Dembélé 82' | verslag |              | Constant Vanden Stockstadion, Brussel Toeschouwers: 12.000 Scheidsrechter: Romans Lajuks |

|                              |             |         |         |                                                                            |
| 15 november 2006 19:00 (OET) | Finland     | 1 – 0   | Armenië | Finnairstadion, Helsinki Toeschouwers: 9.445 Scheidsrechter: Craig Thomson |
| 15 november 2006 19:00 (OET) | Nurmela 10' | verslag |         | Finnairstadion, Helsinki Toeschouwers: 9.445 Scheidsrechter: Craig Thomson |

|                              |        |         |              |                                                                                     |
| 15 november 2006 20:30 (MET) | België | 0 – 1   | Polen        | Koning Boudewijnstadion, Brussel Toeschouwers: 37.578 Scheidsrechter: Stuart Dougal |
| 15 november 2006 20:30 (MET) |        | verslag | Matusiak 19' | Koning Boudewijnstadion, Brussel Toeschouwers: 37.578 Scheidsrechter: Stuart Dougal |

|                              |                           |         |            |                                                                                      |
| 15 november 2006 21:00 (WET) | Portugal                  | 3 – 0   | Kazachstan | Estádio Cidade de Coimbra, Coimbra Toeschouwers: 27.000 Scheidsrechter: René Rogalla |
| 15 november 2006 21:00 (WET) | Simão 8', 86' Ronaldo 30' | verslag |            | Estádio Cidade de Coimbra, Coimbra Toeschouwers: 27.000 Scheidsrechter: René Rogalla |

|                             |                                  |         |           |                                                                                      |
| 24 maart 2007 19:00 (UTC+6) | Kazachstan                       | 2 – 1   | Servië    | Almatı Ortalıq Stadionı, Almaty Toeschouwers: 15.000 Scheidsrechter: Vladimir Hriňák |
| 24 maart 2007 19:00 (UTC+6) | Asjirbekov 47' Zhumaskaliyev 61' | verslag | Žigić 68' | Almatı Ortalıq Stadionı, Almaty Toeschouwers: 15.000 Scheidsrechter: Vladimir Hriňák |

|                           |                                                               |         |              |                                                                                           |
| 24 maart 2007 18:00 (MET) | Polen                                                         | 5 – 0   | Azerbeidzjan | Wojska Polskiegostadion, Warschau Toeschouwers: 12.000 Scheidsrechter: Kristinn Jakobsson |
| 24 maart 2007 18:00 (MET) | Bąk 3' Dudka 6' Łobodziński 34' Krzynówek 58' Kaźmierczak 84' | verslag |              | Wojska Polskiegostadion, Warschau Toeschouwers: 12.000 Scheidsrechter: Kristinn Jakobsson |

|                           |                                              |         |        |                                                                             |
| 24 maart 2007 21:00 (WET) | Portugal                                     | 4 – 0   | België | José Alvalade, Lissabon Toeschouwers: 47.009 Scheidsrechter: Kyros Vassaras |
| 24 maart 2007 21:00 (WET) | Nuno Gomes 53' Ronaldo 55', 75' Quaresma 68' | verslag |        | José Alvalade, Lissabon Toeschouwers: 47.009 Scheidsrechter: Kyros Vassaras |

|                             |               |         |         |                                                                                     |
| 28 maart 2007 20:00 (UTC+5) | Azerbeidzjan  | 1 – 0   | Finland | Tofikh Bakhramovstadion, Baku Toeschouwers: 14.000 Scheidsrechter: Domenico Messina |
| 28 maart 2007 20:00 (UTC+5) | Imamaliev 83' | verslag |         | Tofikh Bakhramovstadion, Baku Toeschouwers: 14.000 Scheidsrechter: Domenico Messina |

|                            |              |         |         |                                                                                     |
| 28 maart 2007 20:30 (CEST) | Polen        | 1 – 0   | Armenië | Kielcestadion, Kielce Toeschouwers: 15.000 Scheidsrechter: Alberto Undiano Mallenco |
| 28 maart 2007 20:30 (CEST) | Żurawski 26' | verslag |         | Kielcestadion, Kielce Toeschouwers: 15.000 Scheidsrechter: Alberto Undiano Mallenco |

|                            |              |         |          |                                                                                     |
| 28 maart 2007 20:30 (CEST) | Servië       | 1 – 1   | Portugal | Stadion Crvena Zvezda, Belgrado Toeschouwers: 55.000 Scheidsrechter: Bertrand Layec |
| 28 maart 2007 20:30 (CEST) | Janković 37' | verslag | Tiago 5' | Stadion Crvena Zvezda, Belgrado Toeschouwers: 55.000 Scheidsrechter: Bertrand Layec |

|                           |                    |         |                                     |                                                                                     |
| 2 juni 2007 18:00 (UTC+6) | Kazachstan         | 1 – 2   | Armenië                             | Almatı Ortalıq Stadionı, Almaty Toeschouwers: 17.100 Scheidsrechter: Pavel Královec |
| 2 juni 2007 18:00 (UTC+6) | Baltiev 88' (pen.) | verslag | Arzumanyan 31' Hovsepian 39' (pen.) | Almatı Ortalıq Stadionı, Almaty Toeschouwers: 17.100 Scheidsrechter: Pavel Královec |

|                           |              |         |                                 |                                                                                    |
| 2 juni 2007 21:00 (UTC+5) | Azerbeidzjan | 1 – 3   | Polen                           | Tofikh Bakhramovstadion, Baku Toeschouwers: 4.500 Scheidsrechter: Costas Kapitanis |
| 2 juni 2007 21:00 (UTC+5) | Subašić 6'   | verslag | Smolarek 63' Krzynówek 66', 90' | Tofikh Bakhramovstadion, Baku Toeschouwers: 4.500 Scheidsrechter: Costas Kapitanis |

|                          |         |         |                           |                                                                                         |
| 2 juni 2007 19:15 (EEST) | Finland | 0 – 2   | Servië                    | Olympisch Stadion, Helsinki Toeschouwers: 33.615 Scheidsrechter: Manuel Mejuto González |
| 2 juni 2007 19:15 (EEST) |         | verslag | Janković 3' Jovanović 86' | Olympisch Stadion, Helsinki Toeschouwers: 33.615 Scheidsrechter: Manuel Mejuto González |

|                          |              |         |                      |                                                                                      |
| 2 juni 2007 20:45 (CEST) | België       | 1 – 2   | Portugal             | Koning Boudewijnstadion, Brussel Toeschouwers: 45.585 Scheidsrechter: Martin Hansson |
| 2 juni 2007 20:45 (CEST) | Fellaini 55' | verslag | Nani 43' Postiga 64' | Koning Boudewijnstadion, Brussel Toeschouwers: 45.585 Scheidsrechter: Martin Hansson |

|                           |             |         |              |                                                                                       |
| 6 juni 2007 19:00 (UTC+6) | Kazachstan  | 1 – 1   | Azerbeidzjan | Almatı Ortalıq Stadionı, Almaty Toeschouwers: 11.800 Scheidsrechter: Albert Toussaint |
| 6 juni 2007 19:00 (UTC+6) | Baltiev 53' | verslag | Nadirov 30'  | Almatı Ortalıq Stadionı, Almaty Toeschouwers: 11.800 Scheidsrechter: Albert Toussaint |

|                          |                                 |         |        |                                                                             |
| 6 juni 2007 20:15 (EEST) | Finland                         | 2 – 0   | België | Olympisch Stadion, Helsinki Toeschouwers: 34.818 Scheidsrechter: Mike Riley |
| 6 juni 2007 20:15 (EEST) | Johansson 27' A. Jerjomenko 71' | verslag |        | Olympisch Stadion, Helsinki Toeschouwers: 34.818 Scheidsrechter: Mike Riley |

|                           |                       |         |       |                                                                                                |
| 6 juni 2007 20:30 (UTC+5) | Armenië               | 1 – 0   | Polen | Vazgen Sargsyan Republicanstadion, Yerevan Toeschouwers: 12.500 Scheidsrechter: Cristian Balaj |
| 6 juni 2007 20:30 (UTC+5) | Hamlet Mchitarjan 66' | verslag |       | Vazgen Sargsyan Republicanstadion, Yerevan Toeschouwers: 12.500 Scheidsrechter: Cristian Balaj |

|                                |                |         |             |                                                                                                 |
| 22 augustus 2007 19:00 (UTC+5) | Armenië        | 1 – 1   | Portugal    | Vazgen Sargsyan Republicanstadion, Yerevan Toeschouwers: 15.550 Scheidsrechter: Claus Bo Larsen |
| 22 augustus 2007 19:00 (UTC+5) | Arzumanyan 10' | verslag | Ronaldo 37' | Vazgen Sargsyan Republicanstadion, Yerevan Toeschouwers: 15.550 Scheidsrechter: Claus Bo Larsen |

|                               |                              |         |            |                                                                            |
| 22 augustus 2007 19:00 (EEST) | Finland                      | 2 – 1   | Kazachstan | Ratina Stadion, Tampere Toeschouwers: 13.000 Scheidsrechter: Viktor Kassai |
| 22 augustus 2007 19:00 (EEST) | A. Jerjomenko 13' Tainio 61' | verslag | Bjakov 23' | Ratina Stadion, Tampere Toeschouwers: 13.000 Scheidsrechter: Viktor Kassai |

|                               |                               |         |                       |                                                                                   |
| 22 augustus 2007 20:45 (CEST) | België                        | 3 – 2   | Servië                | Koning Boudewijnstadion, Brussel Toeschouwers: 19.202 Scheidsrechter: Terje Hauge |
| 22 augustus 2007 20:45 (CEST) | Dembélé 10', 88' Mirallas 30' | verslag | Kuzmanović 73', 90+1' | Koning Boudewijnstadion, Brussel Toeschouwers: 19.202 Scheidsrechter: Terje Hauge |

|                  |              |           |         |  |
| 8 september 2007 | Azerbeidzjan | gecanceld | Armenië |  |
| 8 september 2007 |              |           |         |  |

|                               |         |       |         |                                                                                     |
| 8 september 2007 20:15 (CEST) | Servië  | 0 – 0 | Finland | Stadion Crvena Zvezda, Belgrado Toeschouwers: 15.000 Scheidsrechter: Eric Braamhaar |
| 8 september 2007 20:15 (CEST) | verslag |       |         | Stadion Crvena Zvezda, Belgrado Toeschouwers: 15.000 Scheidsrechter: Eric Braamhaar |

|                              |                         |         |                               |                                                                               |
| 8 september 2007 21:00 (WET) | Portugal                | 2 – 2   | Polen                         | Estádio da Luz, Lissabon Toeschouwers: 55.000 Scheidsrechter: Roberto Rosetti |
| 8 september 2007 21:00 (WET) | Maniche 50' Ronaldo 73' | verslag | Lewandowski 44' Krzynówek 88' | Estádio da Luz, Lissabon Toeschouwers: 55.000 Scheidsrechter: Roberto Rosetti |

|                   |         |           |              |  |
| 12 september 2007 | Armenië | gecanceld | Azerbeidzjan |  |
| 12 september 2007 |         |           |              |  |

|                                 |                              |         |                           |                                                                                      |
| 12 september 2007 21:00 (UTC+6) | Kazachstan                   | 2 – 2   | België                    | Almatı Ortalıq Stadionı, Almaty Toeschouwers: 18.000 Scheidsrechter: Alexandru Tudor |
| 12 september 2007 21:00 (UTC+6) | Bjakov 39' Smakov 77' (pen.) | verslag | Geraerts 13' Mirallas 24' | Almatı Ortalıq Stadionı, Almaty Toeschouwers: 18.000 Scheidsrechter: Alexandru Tudor |

|                                |         |       |       |                                                                                 |
| 12 september 2007 19:00 (EEST) | Finland | 0 – 0 | Polen | Olympisch Stadion, Helsinki Toeschouwers: 34.088 Scheidsrechter: Herbert Fandel |
| 12 september 2007 19:00 (EEST) | verslag |       |       | Olympisch Stadion, Helsinki Toeschouwers: 34.088 Scheidsrechter: Herbert Fandel |

|                               |           |         |              |                                                                                  |
| 12 september 2007 21:00 (WET) | Portugal  | 1 – 1   | Servië       | Estádio José Alvalade, Lissabon Toeschouwers: 47.000 Scheidsrechter: Markus Merk |
| 12 september 2007 21:00 (WET) | Simão 11' | verslag | Ivanović 88' | Estádio José Alvalade, Lissabon Toeschouwers: 47.000 Scheidsrechter: Markus Merk |

|                               |         |       |        | |
| 13 oktober 2007 20:00 (UTC+5) | Armenië | 0 – 0 | Servië | Vazgen Sargsyan Republicanstadion, Yerevan Toeschouwers: 10.000 Scheidsrechter: Stefan Johannesson |
| 13 oktober 2007 20:00 (UTC+5) | verslag |       |        | Vazgen Sargsyan Republicanstadion, Yerevan Toeschouwers: 10.000 Scheidsrechter: Stefan Johannesson |

|                               |              |         |                             |                                                                               |
| 13 oktober 2007 21:00 (UTC+5) | Azerbeidzjan | 0 – 2   | Portugal                    | Tofikh Bakhramovstadion, Baku Toeschouwers: 30.000 Scheidsrechter: Ivan Bebek |
| 13 oktober 2007 21:00 (UTC+5) |              | verslag | Bruno Alves 12' Almeida 45' | Tofikh Bakhramovstadion, Baku Toeschouwers: 30.000 Scheidsrechter: Ivan Bebek |

|                              |                        |         |            |                                                                                       |
| 13 oktober 2007 20:30 (CEST) | Polen                  | 3 – 1   | Kazachstan | Wojska Polskiegostadion, Warschau Toeschouwers: 12.000 Scheidsrechter: Espen Berntsen |
| 13 oktober 2007 20:30 (CEST) | Smolarek 56', 64', 65' | verslag | Bjakov 20' | Wojska Polskiegostadion, Warschau Toeschouwers: 12.000 Scheidsrechter: Espen Berntsen |

|                              |         |       |         |                                                                                       |
| 13 oktober 2007 20:45 (CEST) | België  | 0 – 0 | Finland | Koning Boudewijnstadion, Brussel Toeschouwers: 4.131 Scheidsrechter: Costas Kapitanis |
| 13 oktober 2007 20:45 (CEST) | verslag |       |         | Koning Boudewijnstadion, Brussel Toeschouwers: 4.131 Scheidsrechter: Costas Kapitanis |

|                               |              |         |                            |                                                                                   |
| 17 oktober 2007 20:00 (UTC+6) | Kazachstan   | 1 – 2   | Portugal                   | Almatı Ortalıq Stadionı, Almaty Toeschouwers: 25.000 Scheidsrechter: Jan Wegereef |
| 17 oktober 2007 20:00 (UTC+6) | Bjakov 90+5' | verslag | Makukula 84' Ronaldo 90+1' | Almatı Ortalıq Stadionı, Almaty Toeschouwers: 25.000 Scheidsrechter: Jan Wegereef |

|                               |              |         |                                                                   |                                                                                    |
| 17 oktober 2007 21:00 (UTC+5) | Azerbeidzjan | 1 – 6   | Servië                                                            | Tofikh Bakhramovstadion, Baku Toeschouwers: 9.000 Scheidsrechter: Thomas Einwaller |
| 17 oktober 2007 21:00 (UTC+5) | Aliyev 26'   | verslag | D. Tošić 4' Žigić 22', 42' Janković 41' Smiljanic 75' Lazović 84' | Tofikh Bakhramovstadion, Baku Toeschouwers: 9.000 Scheidsrechter: Thomas Einwaller |

|                              |                                    |         |         |                                                                                            |
| 17 oktober 2007 20:45 (CEST) | België                             | 3 – 0   | Armenië | Koning Boudewijnstadion, Brussel Toeschouwers: 14.812 Scheidsrechter: Johannes Valgeirsson |
| 17 oktober 2007 20:45 (CEST) | Sonck 63' Dembélé 69' Geraerts 76' | verslag |         | Koning Boudewijnstadion, Brussel Toeschouwers: 14.812 Scheidsrechter: Johannes Valgeirsson |

|                              |                       |         |              |                                                                              |
| 17 november 2007 16:05 (OET) | Finland               | 2 – 1   | Azerbeidzjan | Olympisch Stadion, Helsinki Toeschouwers: 10.325 Scheidsrechter: Alain Hamer |
| 17 november 2007 16:05 (OET) | Forssell 79' Kuqi 86' | verslag | Gurbanov 63' | Olympisch Stadion, Helsinki Toeschouwers: 10.325 Scheidsrechter: Alain Hamer |

|                              |                   |         |        |                                                                             |
| 17 november 2007 20:30 (OET) | Polen             | 2 – 0   | België | Śląskistadion, Chorzów Toeschouwers: 47.000 Scheidsrechter: Claus Bo Larsen |
| 17 november 2007 20:30 (OET) | Smolarek 45', 49' | verslag |        | Śląskistadion, Chorzów Toeschouwers: 47.000 Scheidsrechter: Claus Bo Larsen |

|                              |             |         |         |                                                                                     |
| 17 november 2007 21:00 (UTC) | Portugal    | 1 – 0   | Armenië | Estádio Dr. Magalhães Pessoa, Leira Toeschouwers: 23.000 Scheidsrechter: Mike Riley |
| 17 november 2007 21:00 (UTC) | Almeida 42' | verslag |         | Estádio Dr. Magalhães Pessoa, Leira Toeschouwers: 23.000 Scheidsrechter: Mike Riley |

|                                |         |         |               |                                                                                           |
| 21 november 2007 19:00 (UTC+4) | Armenië | 0 – 1   | Kazachstan    | Vazgen Sargsyan Republicanstadion, Yerevan Toeschouwers: 8.000 Scheidsrechter: Bruno Faye |
| 21 november 2007 19:00 (UTC+4) |         | verslag | Ostapenko 64' | Vazgen Sargsyan Republicanstadion, Yerevan Toeschouwers: 8.000 Scheidsrechter: Bruno Faye |

|                                |              |         |             |                                                                               |
| 21 november 2007 21:00 (UTC+4) | Azerbeidzjan | 0 – 1   | België      | Tofikh Bakhramovstadion, Baku Toeschouwers: 18.000 Scheidsrechter: Asaf Kenan |
| 21 november 2007 21:00 (UTC+4) |              | verslag | Pieroni 52' | Tofikh Bakhramovstadion, Baku Toeschouwers: 18.000 Scheidsrechter: Asaf Kenan |

|                              |          |       |         |                                                                            |
| 21 november 2007 19:45 (UTC) | Portugal | 0 – 0 | Finland | Estádio do Dragão, Porto Toeschouwers: 50.000 Scheidsrechter: Ľuboš Micheľ |
| 21 november 2007 19:45 (UTC) | verslag  |       |         | Estádio do Dragão, Porto Toeschouwers: 50.000 Scheidsrechter: Ľuboš Micheľ |

|                              |                       |         |                           |                                                                                     |
| 21 november 2007 20:45 (MET) | Servië                | 2 – 2   | Polen                     | Stadion Crvena Zvezda, Belgrado Toeschouwers: 3.000 Scheidsrechter: Massimo Busacca |
| 21 november 2007 20:45 (MET) | Žigić 68' Lazović 70' | verslag | Murawski 28' Matusiak 46' | Stadion Crvena Zvezda, Belgrado Toeschouwers: 3.000 Scheidsrechter: Massimo Busacca |

|                              |                      |         |            |                                                                            |
| 24 november 2007 18:00 (MET) | Servië               | 1 – 0   | Kazachstan | Partizanstadion, Belgrado Toeschouwers: 400 Scheidsrechter: Kyros Vassaras |
| 24 november 2007 18:00 (MET) | Ostapenko 79' (e.d.) | verslag |            | Partizanstadion, Belgrado Toeschouwers: 400 Scheidsrechter: Kyros Vassaras |

### Groep B
Vlak na de WK-finale tussen Italië en Frankrijk ontmoetten beide landen elkaar opnieuw, nu in een kwalificatie-groep. Vooraf ging het nog steeds over de beladen wedstrijd die pas na strafschoppen werd gewonnen door Italië, met name de aanleiding voor de weerzinwekkende kopstoot die Zinedine Zidane gaf aan Marco Materazzi gaf stof tot nadenken. Er ontstonden geruchten dat Materazzi zijn zus en moeder had beledigd voor prostituee, Materazzi verklaarde jaren later dat Zidane na het zoveelste getrek aan zijn shirt dat Zidane zijn shirt later zou geven, maar Materazzi verklaarde dat hij liever zijn zus wilde hebben. Frankrijk moest het voortaan doen zonder deze bepalende speler, bij Italië vertrok het brein achter het succes de trainer Marcelo Lippi, de onervaren oud-international Roberto Donadoni volgde hem op. Belangrijkste concurrent voor de twee WK-finalisten was Oekraïne, dat op hetzelfde WK in de kwartfinale werd verslagen door Italië, Schotland miste al drie toernooien op rij en was een outsider zonder hoge verwachtingen.
In een vooraf uitbundige sfeer, waar de wereldtitel werd geshowed aan de fans begon Italië de kwalificatie-reeks teleurstellend met een 1-1 gelijkspel thuis tegen Litouwen. In de tweede wedstrijd nam Frankrijk revanche voor de pas twee maanden geleden verloren WK-finale door met 3-1 te winnen van Italië, Sidney Govou scoorde twee maal. Schotland nam na drie wedstrijden verrassend de leiding in de groep door met 1-0 te winnen van Frankrijk, Oekraïne versloeg vier dagen later Schotland met 2-0 en Italië won op zijn beurt met 2-0 van Oekraïne, waardoor voor het kalenderjaar 2007 alle kanshebbers op kwalificatie al een wedstrijd hadden verloren. In de maand juni streden Frankrijk en Oekraïne om de bovenste plaats in de groep, Frankrijk won met 2-0 door doelpunten van Franck Ribéry en Nicolas Anelka. Na zeven wedstrijden ging Frankrijk aan de leiding met achttien punten, twee punten voorsprong op Italië en drie op Schotland, Oekraïne was ook nog kansrijk met twaalf punten uit zes wedstrijden.
In het nieuwe seizoen 2007/2008 was meteen de eerste wedstrijd Italië-Frankrijk, waar Frankrijk met succes de koppositie verdedigde, in een wedstrijd zonder veel hoogtepunten bleef het doelpuntloos. Schotland won van Litouwen en passeerde Italië op de ranglijst, Oekraïne verloor terrein op de koplopers door vlak voor tijd een gelijkmaker te incasseren tegen Georgië. Op de tiende speeldag dacht koploper Frankrijk een grote slag te slaan in de thuiswedstrijd tegen Schotland dat één punt achterstand had. De wedstrijd verliep zoals de wedstrijd een jaar daarvoor, Frankrijk domineerde zonder veel kansen te creëren, waarna Schotland het winnende doelpunt produceerde via een afstandsschot van James McFadden. Nu duikelde Frankrijk van de eerste naar de derde plaats op de ranglijst, omdat Italië met 1-2 won van Oekraïne, dat nu definitief uitgeschakeld was. Met nog vier speeldagen te gaan was Schotland nu de verrassende leider met 21 punten uit negen wedstrijden met respectievelijk één en twee punten voorsprong op Italië en Frankrijk.
Schotland behield de leiding in de elfde speeldag door met 3-1 van Oekraïne te winnen, na tien minuten stond het al 2-0 voor de Schotten. Bondscoach Oleh Blochin stapte op na de nederlaag wat hij vooraf al aankondigde. Vier dagen later kon Schotland een grote stap maken naar kwalificatie, maar het verloor met 2-0 van laagvlieger Georgië en met nog twee speeldagen te gaan was Frankrijk leider in de groep met één punt voorsprong op Schotland, dat één punt voorsprong had op Italië maar een wedstrijd meer had gespeeld.
Schotland-Italië was de beslissende wedstrijd, Schotland moest nu in zijn laatste wedstrijd winnen van Italië ondanks de voorsprong van één punt, aangezien Italië in zijn laatste wedstrijd tegen de puntloze Faeroër Eilanden moest spelen, Schotland had al sinds 1965 niet meer gewonnen van Italië. Na één minuut was de stand al 0-1 door een doelpunt van de wereldkampioen Luca Toni en Schotland dreigde in de beginfase al te capituleren, in de beginfase kregen de Italianen genoeg kansen de wedstrijd te beslissen. Halverwege de eerste helft kwam Schotland beter in de wedstrijd, Andrea Pirlo moest een bal van de lijn halen. Na 65 minuten kreeg Schotland hoop door een doelpunt van Barry Ferguson, maar James McFadden miste een open kans. In de slotfase trok Italië echter de wedstrijd naar zich toe en plaatste zich door een kopdoelpunt van Christian Panucci. Door dit resultaat waren Italië en Frankrijk geplaatst, later kwamen er geruchten van matchfixing naar de wedstrijd naar voren, omdat de UEFA niet wilde dat het grote Italië niet naar het EK zou gaan, bewijzen zijn er nooit geleverd.
| Land      | Wed | Win | Gel | Ver | DV | DT | +/− | Pnt |
| --------- | --- | --- | --- | --- | -- | -- | --- | --- |
| Italië    | 12  | 9   | 2   | 1   | 22 | 9  | +13 | 29  |
| Frankrijk | 12  | 8   | 2   | 2   | 25 | 5  | +20 | 26  |
| Schotland | 12  | 8   | 0   | 4   | 21 | 12 | +9  | 24  |
| Oekraïne  | 12  | 5   | 2   | 5   | 18 | 16 | +2  | 17  |
| Litouwen  | 12  | 5   | 1   | 6   | 11 | 13 | –2  | 16  |
| Georgië   | 12  | 3   | 1   | 8   | 16 | 19 | –2  | 10  |
| Faeröer   | 12  | 0   | 0   | 12  | 4  | 43 | –39 | 0   |

|                                |         |         |                                                                        |                                                                      |
| 16 augustus 2006 18:00 (UTC+1) | Faeröer | 0 – 6   | Georgië                                                                | Svangaskarð, Toftir Toeschouwers: 2.114 Scheidsrechter: Michael Ross |
| 16 augustus 2006 18:00 (UTC+1) |         | verslag | Mujiri 16' Iasjvili 18' Arveladze 37', 62', 82' Kobiasjvili 51' (pen.) | Svangaskarð, Toftir Toeschouwers: 2.114 Scheidsrechter: Michael Ross |

|                                |                                                                              |         |         |                                                                       |
| 2 september 2006 15:00 (UTC+1) | Schotland                                                                    | 6 – 0   | Faeröer | Celtic Park, Glasgow Toeschouwers: 50.059 Scheidsrechter: Igor Egorov |
| 2 september 2006 15:00 (UTC+1) | Fletcher 7' McFadden 10' Boyd 24' (pen.), 38' Miller 30' (pen.) O'Connor 85' | verslag |         | Celtic Park, Glasgow Toeschouwers: 50.059 Scheidsrechter: Igor Egorov |

|                                |         |         |                                         |                                                                                    |
| 2 september 2006 20:00 (UTC+4) | Georgië | 0 – 3   | Frankrijk                               | Boris Paitsjadzestadion, Tbilisi Toeschouwers: 65.000 Scheidsrechter: Jan Wegereef |
| 2 september 2006 20:00 (UTC+4) |         | verslag | Malouda 7' Saha 15' Asatiani 47' (e.d.) | Boris Paitsjadzestadion, Tbilisi Toeschouwers: 65.000 Scheidsrechter: Jan Wegereef |

|                                |             |         |                  |                                                                              |
| 2 september 2006 20:50 (UTC+2) | Italië      | 1 – 1   | Litouwen         | Stadio San Paolo, Napels Toeschouwers: 60.000 Scheidsrechter: Martin Hansson |
| 2 september 2006 20:50 (UTC+2) | Inzaghi 30' | verslag | Danilevičius 21' | Stadio San Paolo, Napels Toeschouwers: 60.000 Scheidsrechter: Martin Hansson |

|                                |                                     |         |                              |                                                                          |
| 6 september 2006 19:00 (UTC+3) | Oekraïne                            | 3 – 2   | Georgië                      | NSK Olimpiejsky, Kiev Toeschouwers: 40.000 Scheidsrechter: Jaroslav Jara |
| 6 september 2006 19:00 (UTC+3) | Sjevtsjenko 31' Rotan 61' Rusol 80' | verslag | Arveladze 38' Demetradze 60' | NSK Olimpiejsky, Kiev Toeschouwers: 40.000 Scheidsrechter: Jaroslav Jara |

|                                |             |         |                       |                                                                                             |
| 6 september 2006 19:30 (UTC+3) | Litouwen    | 1 – 2   | Schotland             | S. Dariaus- en S. Girėnostadion, Kaunas Toeschouwers: 6.500 Scheidsrechter: Vladimir Hrinak |
| 6 september 2006 19:30 (UTC+3) | Miceika 85' | verslag | Dailly 46' Miller 62' | S. Dariaus- en S. Girėnostadion, Kaunas Toeschouwers: 6.500 Scheidsrechter: Vladimir Hrinak |

|                                |                         |         |               |                                                                                  |
| 6 september 2006 21:00 (UTC+2) | Frankrijk               | 3 – 1   | Italië        | Stade de France, Saint-Denis Toeschouwers: 78.800 Scheidsrechter: Herbert Fandel |
| 6 september 2006 21:00 (UTC+2) | Govou 2', 55' Henry 18' | verslag | Gilardino 20' | Stade de France, Saint-Denis Toeschouwers: 78.800 Scheidsrechter: Herbert Fandel |

|                              |         |         |            |                                                                           |
| 7 oktober 2006 15:00 (UTC+1) | Faeröer | 0 – 1   | Litouwen   | Tórsvøllur, Tórshavn Toeschouwers: 1.982 Scheidsrechter: Anthony Buttimer |
| 7 oktober 2006 15:00 (UTC+1) |         | verslag | Skerla 89' | Tórsvøllur, Tórshavn Toeschouwers: 1.982 Scheidsrechter: Anthony Buttimer |

|                              |              |         |           |                                                                            |
| 7 oktober 2006 17:00 (UTC+1) | Schotland    | 1 – 0   | Frankrijk | Hampden Park, Glasgow Toeschouwers: 52.500 Scheidsrechter: Massimo Busacca |
| 7 oktober 2006 17:00 (UTC+1) | Caldwell 67' | verslag |           | Hampden Park, Glasgow Toeschouwers: 52.500 Scheidsrechter: Massimo Busacca |

|                              |                          |         |          |                                                                           |
| 7 oktober 2006 20:50 (UTC+2) | Italië                   | 2 – 0   | Oekraïne | Stadio Olimpico, Rome Toeschouwers: 49.149 Scheidsrechter: Kyros Vassaras |
| 7 oktober 2006 20:50 (UTC+2) | Oddo 71' (pen.) Toni 79' | verslag |          | Stadio Olimpico, Rome Toeschouwers: 49.149 Scheidsrechter: Kyros Vassaras |

|                               |                                     |         |           |                                                                           |
| 11 oktober 2006 19:00 (UTC+3) | Oekraïne                            | 2 – 0   | Schotland | NSK Olimpiejsky, Kiev Toeschouwers: 55.000 Scheidsrechter: Martin Hansson |
| 11 oktober 2006 19:00 (UTC+3) | Koetsjer 60' Sjevtsjenko 90' (pen.) | verslag |           | NSK Olimpiejsky, Kiev Toeschouwers: 55.000 Scheidsrechter: Martin Hansson |

|                               |                   |         |                                          |                                                                                  |
| 11 oktober 2006 20:00 (UTC+4) | Georgië           | 1 – 3   | Italië                                   | Boris Paitsjadzestadion, Tbilisi Toeschouwers: 50.000 Scheidsrechter: Mike Riley |
| 11 oktober 2006 20:00 (UTC+4) | Shashiashvili 26' | verslag | De Rossi 18' Camoranesi 63' Perrotta 71' | Boris Paitsjadzestadion, Tbilisi Toeschouwers: 50.000 Scheidsrechter: Mike Riley |

|                               |                                                 |         |         |                                                                                       |
| 11 oktober 2006 21:00 (UTC+2) | Frankrijk                                       | 5 – 0   | Faeröer | Stade Auguste Bonal, Montbéliard Toeschouwers: 19.314 Scheidsrechter: Sorin Corpodean |
| 11 oktober 2006 21:00 (UTC+2) | Saha 1' Henry 22' Anelka 77' Trezeguet 78', 84' | verslag |         | Stade Auguste Bonal, Montbéliard Toeschouwers: 19.314 Scheidsrechter: Sorin Corpodean |

|                             |                      |         |               |                                                                               |
| 24 maart 2007 15:00 (UTC+0) | Schotland            | 2 – 1   | Georgië       | Hampden Park, Glasgow Toeschouwers: 50.850 Scheidsrechter: Nicolai Vollquartz |
| 24 maart 2007 15:00 (UTC+0) | Boyd 11' Beattie 89' | verslag | Arveladze 41' | Hampden Park, Glasgow Toeschouwers: 50.850 Scheidsrechter: Nicolai Vollquartz |

|                             |         |         |                           |                                                                     |
| 24 maart 2007 15:00 (UTC+0) | Faeröer | 0 – 2   | Oekraïne                  | Svangaskarð, Toftir Toeschouwers: 717 Scheidsrechter: Damir Skomina |
| 24 maart 2007 15:00 (UTC+0) |         | verslag | Yezerskiy 20' Goesjev 57' | Svangaskarð, Toftir Toeschouwers: 717 Scheidsrechter: Damir Skomina |

|                             |          |         |            |                                                                                         |
| 24 maart 2007 19:00 (UTC+2) | Litouwen | 0 – 1   | Frankrijk  | S. Dariaus- en S. Girėnostadion, Kaunas Toeschouwers: 8.000 Scheidsrechter: Howard Webb |
| 24 maart 2007 19:00 (UTC+2) |          | verslag | Anelka 73' | S. Dariaus- en S. Girėnostadion, Kaunas Toeschouwers: 8.000 Scheidsrechter: Howard Webb |

|                             |             |         |          |                                                                                 |
| 28 maart 2007 18:00 (UTC+3) | Oekraïne    | 1 – 0   | Litouwen | Tsjornomoretsstadion, Odessa Toeschouwers: 33.600 Scheidsrechter: Florian Meyer |
| 28 maart 2007 18:00 (UTC+3) | Goesjev 47' | verslag |          | Tsjornomoretsstadion, Odessa Toeschouwers: 33.600 Scheidsrechter: Florian Meyer |

|                             |                                        |         |                 |                                                                                   |
| 28 maart 2007 18:00 (UTC+4) | Georgië                                | 3 – 1   | Faeröer         | Boris Paitsjadzestadion, Tbilisi Toeschouwers: 15.000 Scheidsrechter: Pavel Saliy |
| 28 maart 2007 18:00 (UTC+4) | Siradze 25' Iasjvili 46', 90+5' (pen.) | verslag | R. Jacobsen 57' | Boris Paitsjadzestadion, Tbilisi Toeschouwers: 15.000 Scheidsrechter: Pavel Saliy |

|                             |               |         |           |                                                                                 |
| 28 maart 2007 20:50 (UTC+2) | Italië        | 2 – 0   | Schotland | Stadio San Nicola, Bari Toeschouwers: 37.500 Scheidsrechter: Frank De Bleeckere |
| 28 maart 2007 20:50 (UTC+2) | Toni 12', 70' | verslag |           | Stadio San Nicola, Bari Toeschouwers: 37.500 Scheidsrechter: Frank De Bleeckere |

|                           |                |         |         |                                                                                               |
| 2 juni 2007 21:00 (UTC+3) | Litouwen       | 1 – 0   | Georgië | S. Dariaus- en S. Girėnostadion, Kaunas Toeschouwers: 6.000 Scheidsrechter: Claudio Circhetta |
| 2 juni 2007 21:00 (UTC+3) | Mikoliūnas 78' | verslag |         | S. Dariaus- en S. Girėnostadion, Kaunas Toeschouwers: 6.000 Scheidsrechter: Claudio Circhetta |

|                           |                       |         |          |                                                                                         |
| 2 juni 2007 21:00 (UTC+2) | Frankrijk             | 2 – 0   | Oekraïne | Stade de France, Saint-Denis Toeschouwers: 80.051 Scheidsrechter: Luis Medina Cantalejo |
| 2 juni 2007 21:00 (UTC+2) | Ribéry 57' Anelka 71' | verslag |          | Stade de France, Saint-Denis Toeschouwers: 80.051 Scheidsrechter: Luis Medina Cantalejo |

|                           |                 |         |                  |                                                                       |
| 2 juni 2007 19:45 (UTC+1) | Faeröer         | 1 – 2   | Italië           | Tórsvøllur, Tórshavn Toeschouwers: 5.987 Scheidsrechter: Robert Małek |
| 2 juni 2007 19:45 (UTC+1) | R. Jacobsen 77' | verslag | Inzaghi 12', 48' | Tórsvøllur, Tórshavn Toeschouwers: 5.987 Scheidsrechter: Robert Małek |

|                           |         |         |                          |                                                                             |
| 6 juni 2007 17:15 (UTC+1) | Faeröer | 0 – 2   | Schotland                | Svangaskarð, Toftir Toeschouwers: 4.600 Scheidsrechter: Georgios Kasnaferis |
| 6 juni 2007 17:15 (UTC+1) |         | verslag | Maloney 31' O'Connor 35' | Svangaskarð, Toftir Toeschouwers: 4.600 Scheidsrechter: Georgios Kasnaferis |

|                           |           |         |         |                                                                                         |
| 6 juni 2007 21:00 (UTC+2) | Frankrijk | 1 – 0   | Georgië | Stade de l'Abbé-Deschamps, Auxerre Toeschouwers: 21.000 Scheidsrechter: Lucílio Batista |
| 6 juni 2007 21:00 (UTC+2) | Nasri 33' | verslag |         | Stade de l'Abbé-Deschamps, Auxerre Toeschouwers: 21.000 Scheidsrechter: Lucílio Batista |

|                           |          |         |                       |                                                                                         |
| 6 juni 2007 21:45 (UTC+3) | Litouwen | 0 – 2   | Italië                | S. Dariaus- en S. Girėnostadion, Kaunas Toeschouwers: 7.000 Scheidsrechter: Pieter Vink |
| 6 juni 2007 21:45 (UTC+3) |          | verslag | Quagliarella 31', 45' | S. Dariaus- en S. Girėnostadion, Kaunas Toeschouwers: 7.000 Scheidsrechter: Pieter Vink |

|                                |                                   |         |                         |                                                                          |
| 8 september 2007 15:00 (UTC+1) | Schotland                         | 3 – 1   | Litouwen                | Hampden Park, Glasgow Toeschouwers: 51.349 Scheidsrechter: Damir Skomina |
| 8 september 2007 15:00 (UTC+1) | Boyd 31' McManus 77' McFadden 83' | verslag | Danilevičius 61' (pen.) | Hampden Park, Glasgow Toeschouwers: 51.349 Scheidsrechter: Damir Skomina |

|                                |             |         |             |                                                                                   |
| 8 september 2007 19:00 (UTC+4) | Georgië     | 1 – 1   | Oekraïne    | Boris Paitsjadzestadion, Tbilisi Toeschouwers: 25.000 Scheidsrechter: Alain Hamer |
| 8 september 2007 19:00 (UTC+4) | Siradze 87' | verslag | Sjelajev 7' | Boris Paitsjadzestadion, Tbilisi Toeschouwers: 25.000 Scheidsrechter: Alain Hamer |

|                                |         |       |           |                                                                    |
| 8 september 2007 20:50 (UTC+2) | Italië  | 0 – 0 | Frankrijk | San Siro, Milaan Toeschouwers: 80.000 Scheidsrechter: Ľuboš Micheľ |
| 8 september 2007 20:50 (UTC+2) | verslag |       |           | San Siro, Milaan Toeschouwers: 80.000 Scheidsrechter: Ľuboš Micheľ |

|                                 |                                |         |                   |                                                                                              |
| 12 september 2007 20:00 (UTC+3) | Litouwen                       | 2 – 1   | Faeröer           | S. Dariaus- en S. Girėnostadion, Kaunas Toeschouwers: 4.000 Scheidsrechter: Tsvetan Georgiev |
| 12 september 2007 20:00 (UTC+3) | Jankauskas 8' Danilevičius 52' | verslag | R. Jacobsen 90+3' | S. Dariaus- en S. Girėnostadion, Kaunas Toeschouwers: 4.000 Scheidsrechter: Tsvetan Georgiev |

|                                 |                 |         |                    |                                                                        |
| 12 september 2007 21:45 (UTC+3) | Oekraïne        | 1 – 2   | Italië             | NSK Olimpiejsky, Kiev Toeschouwers: 41.500 Scheidsrechter: Howard Webb |
| 12 september 2007 21:45 (UTC+3) | Sjevtsjenko 71' | verslag | Di Natale 41', 77' | NSK Olimpiejsky, Kiev Toeschouwers: 41.500 Scheidsrechter: Howard Webb |

|                                 |           |         |              |                                                                             |
| 12 september 2007 21:00 (UTC+2) | Frankrijk | 0 – 1   | Schotland    | Parc des Princes, Parijs Toeschouwers: 42.000 Scheidsrechter: Konrad Plautz |
| 12 september 2007 21:00 (UTC+2) |           | verslag | McFadden 64' | Parc des Princes, Parijs Toeschouwers: 42.000 Scheidsrechter: Konrad Plautz |

|                               |                                      |         |                 |                                                                        |
| 13 oktober 2007 15:00 (UTC+1) | Schotland                            | 3 – 1   | Oekraïne        | Hampden Park, Glasgow Toeschouwers: 50.589 Scheidsrechter: Pieter Vink |
| 13 oktober 2007 15:00 (UTC+1) | Miller 4' McCulloch 10' McFadden 68' | verslag | Sjevtsjenko 24' | Hampden Park, Glasgow Toeschouwers: 50.589 Scheidsrechter: Pieter Vink |

|                               |         |         |                                                               |                                                                         |
| 13 oktober 2007 16:00 (UTC+1) | Faeröer | 0 – 6   | Frankrijk                                                     | Tórsvøllur, Tórshavn Toeschouwers: 8.076 Scheidsrechter: Gabriele Rossi |
| 13 oktober 2007 16:00 (UTC+1) |         | verslag | Anelka 6' Henry 8' Benzema 50', 81' Rothen 66' Ben Arfa 90+4' | Tórsvøllur, Tórshavn Toeschouwers: 8.076 Scheidsrechter: Gabriele Rossi |

|                               |                      |         |         |                                                                                       |
| 13 oktober 2007 20:50 (UTC+2) | Italië               | 2 – 0   | Georgië | Stadio Luigi Ferraris, Genua Toeschouwers: 23.057 Scheidsrechter: Carlos Megía Dávila |
| 13 oktober 2007 20:50 (UTC+2) | Pirlo 44' Grosso 84' | verslag |         | Stadio Luigi Ferraris, Genua Toeschouwers: 23.057 Scheidsrechter: Carlos Megía Dávila |

|                               |                                                    |         |         |                                                                      |
| 17 oktober 2007 19:00 (UTC+3) | Oekraïne                                           | 5 – 0   | Faeröer | NSK Olimpiejsky, Kiev Toeschouwers: 3.000 Scheidsrechter: Haim Jakov |
| 17 oktober 2007 19:00 (UTC+3) | Kalynychenko 40', 49' Goesjev 43', 45' Vorobei 64' | verslag |         | NSK Olimpiejsky, Kiev Toeschouwers: 3.000 Scheidsrechter: Haim Jakov |

|                               |                             |         |           |                                                                                    |
| 17 oktober 2007 21:00 (UTC+4) | Georgië                     | 2 – 0   | Schotland | Boris Paitsjadzestadion, Tbilisi Toeschouwers: 36.500 Scheidsrechter: Knut Kircher |
| 17 oktober 2007 21:00 (UTC+4) | Mtsjedlidze 16' Siradze 64' | verslag |           | Boris Paitsjadzestadion, Tbilisi Toeschouwers: 36.500 Scheidsrechter: Knut Kircher |

|                               |                |         |          |                                                                                  |
| 17 oktober 2007 21:00 (UTC+2) | Frankrijk      | 2 – 0   | Litouwen | Stade de la Beaujoire, Nantes Toeschouwers: 36.350 Scheidsrechter: Viktor Kassai |
| 17 oktober 2007 21:00 (UTC+2) | Henry 80', 81' | verslag |          | Stade de la Beaujoire, Nantes Toeschouwers: 36.350 Scheidsrechter: Viktor Kassai |

|                                |              |         |                       |                                                                                   |
| 17 november 2007 17:00 (UTC+0) | Schotland    | 1 – 2   | Italië                | Hampden Park, Glasgow Toeschouwers: 51.301 Scheidsrechter: Manuel Mejuto González |
| 17 november 2007 17:00 (UTC+0) | Ferguson 65' | verslag | Toni 2' Panucci 90+1' | Hampden Park, Glasgow Toeschouwers: 51.301 Scheidsrechter: Manuel Mejuto González |

|                                |                              |         |          |                                                                                           |
| 17 november 2007 20:00 (UTC+2) | Litouwen                     | 2 – 0   | Oekraïne | S. Dariaus- en S. Girėnostadion, Kaunas Toeschouwers: 3.000 Scheidsrechter: David Malcolm |
| 17 november 2007 20:00 (UTC+2) | Savėnas 41' Danilevičius 67' | verslag |          | S. Dariaus- en S. Girėnostadion, Kaunas Toeschouwers: 3.000 Scheidsrechter: David Malcolm |

|                                |         |         |                        |                                                                                          |
| 21 november 2007 19:30 (UTC+4) | Georgië | 0 – 2   | Litouwen               | Boris Paitsjadzestadion, Tbilisi Toeschouwers: 30.000 Scheidsrechter: Ljubomir Krstevski |
| 21 november 2007 19:30 (UTC+4) |         | verslag | Kšanavičius 52', 90+6' | Boris Paitsjadzestadion, Tbilisi Toeschouwers: 30.000 Scheidsrechter: Ljubomir Krstevski |

|                                |                                               |         |                 |                                                                                   |
| 21 november 2007 20:30 (UTC+1) | Italië                                        | 3 – 1   | Faeröer         | Stadio Alberto Braglia, Modena Toeschouwers: 19.000 Scheidsrechter: Florian Meyer |
| 21 november 2007 20:30 (UTC+1) | Benjaminsen 11' (e.d.) Toni 36' Chiellini 41' | verslag | R. Jacobsen 83' | Stadio Alberto Braglia, Modena Toeschouwers: 19.000 Scheidsrechter: Florian Meyer |

|                                |                             |         |                     |                                                                               |
| 21 november 2007 21:30 (UTC+2) | Oekraïne                    | 2 – 2   | Frankrijk           | NSK Olimpiejsky, Kiev Toeschouwers: 30.000 Scheidsrechter: Tom Henning Øvrebø |
| 21 november 2007 21:30 (UTC+2) | Voronin 14' Sjevtsjenko 46' | verslag | Henry 20' Govou 34' | NSK Olimpiejsky, Kiev Toeschouwers: 30.000 Scheidsrechter: Tom Henning Øvrebø |

### Groep C
Hongarije, ooit een grootmacht in het internationale voetbal bleef slecht presteren. Het had zich al vanaf 1988 niet meer geplaatst voor een groot toernooi en deze keer waren de prestaties op zijn slechtst, van de twaalf wedstrijden werden er acht verloren, alleen Malta eindigde lager. Na een 2-1 nederlaag tegen Malta nam de net aangestelde coach Péter Bozsik ontslag. Na een 3-0 nederlaag tegen het ook bescheiden Moldavië eindigde het land op de zesde plaats, voor de volgende cyclus werd Erwin Koeman aangesteld als bondscoach.
In deze groep waren geen deelnemers aan het afgelopen WK, Griekenland was in 2004 verrassend Europees kampioen geworden, maar kon zich niet plaatsen voor het WK, desondanks bleef de Duitse coach Otto Rehhagel aan als coach. In de kwalificatie voor het EK ging het voorspoedig met Griekenland, halverwege de competitie ging Griekenland aan de leiding na zeven wedstrijden dankzij zes overwinningen, de enige nederlaag was wel een duidelijke thuisnederlaag tegen aartsvijand Turkije. In de beslissende fase van de competitie werd er alleen nog gelijk gespeeld tegen Noorwegen en na een 0-1 overwinning op Turkije in Istanbul konden de tickets naar Zwitserland en Oostenrijk besteld worden.
Ook Turkije kon zich niet plaatsen voor het WK, waarbij de beslissende wedstrijd tegen Zwitserland compleet uit de hand liep en Turkije de eerste drie wedstrijden niet in Turkije mocht spelen maar buitenhuis, de keuze viel uiteindelijk op Frankfurt. Na vier overwinningen, waaronder een 1-4 zege op Griekenland kwam de klad erin, vier dagen later werd een nederlaag tegen Noorwegen voorkomen dankzij twee doelpunten van Hamit Altıntop in de slotfase en na een 3-2 nederlaag tegen Bosnië en Herzogovina moest Turkije halverwege de competitie de koppositie afstaan aan Griekenland. Turkije stond halverwege de competitie en zes gespeelde wedstrijden met dertien punten gelijk met Noorwegen en Bosnië en Herzogovina, die beiden één wedstrijd meer hadden gespeeld.
In de beslissende fase begon Turkije met een misstap tegen Malta, waarbij tot twee keer toe een achterstand goed gemaakt moest worden. Bosnië en Herzegovina verloor alle vijf laatste wedstrijden en haakte af voor kwalificatie. Ook tegen Moldavië kwam Turkije net verder dan een 1-1 gelijkspel en na een 0-1 nederlaag tegen het geplaatste Griekenland raakte kwalificatie uit zicht en had men twee punten achterstand tegen Noorwegen. In een onderling duel in Oslo boog Turkije een 1-0 achterstand om in een 1-2 overwinning, en na een 1-0 zege op Bosnië en Herzegovina werd kwalifiactie veilig gesteld.
| Land                  | Wed | Win | Gel | Ver | DV | DT | +/− | Pnt |
| --------------------- | --- | --- | --- | --- | -- | -- | --- | --- |
| Griekenland           | 12  | 10  | 1   | 1   | 25 | 10 | +15 | 31  |
| Turkije               | 12  | 7   | 3   | 2   | 25 | 11 | +14 | 24  |
| Noorwegen             | 12  | 7   | 2   | 3   | 27 | 11 | +16 | 23  |
| Bosnië en Herzegovina | 12  | 4   | 1   | 7   | 16 | 22 | –6  | 13  |
| Moldavië              | 12  | 3   | 3   | 6   | 12 | 19 | –7  | 12  |
| Hongarije             | 12  | 4   | 0   | 8   | 11 | 22 | –11 | 12  |
| Malta                 | 12  | 1   | 2   | 9   | 10 | 31 | –21 | 5   |

|                                |                       |         |                                                                       |                                                                                |
| 2 september 2006 18:15 (UTC+2) | Malta                 | 2 – 5   | Bosnië en Herzegovina                                                 | Ta' Qalistadion, Ta' Qali Toeschouwers: 4.000 Scheidsrechter: Thomas Vejlgaard |
| 2 september 2006 18:15 (UTC+2) | Pace 6' M. Mifsud 86' | verslag | Barbarez 4' Hrgović 10' Bartolović 45+1' Muslimović 49' Misimović 51' | Ta' Qalistadion, Ta' Qali Toeschouwers: 4.000 Scheidsrechter: Thomas Vejlgaard |

|                                |                 |         |                                              |                                                                                  |
| 2 september 2006 19:00 (UTC+2) | Hongarije       | 1 – 4   | Noorwegen                                    | Ferenc Puskásstadion, Boedapest Toeschouwers: 10.500 Scheidsrechter: Pieter Vink |
| 2 september 2006 19:00 (UTC+2) | Gera 90' (pen.) | verslag | Solskjær 15', 44' Strømstad 31' Pedersen 41' | Ferenc Puskásstadion, Boedapest Toeschouwers: 10.500 Scheidsrechter: Pieter Vink |

|                                |          |         |                  |                                                                                  |
| 2 september 2006 20:15 (UTC+3) | Moldavië | 0 – 1   | Griekenland      | Stadionul Zimbru, Chişinău Toeschouwers: 10.500 Scheidsrechter: Matteo Trefoloni |
| 2 september 2006 20:15 (UTC+3) |          | verslag | Lyberopoulos 78' | Stadionul Zimbru, Chişinău Toeschouwers: 10.500 Scheidsrechter: Matteo Trefoloni |

|                                |                           |         |          |                                                                             |
| 6 september 2006 19:00 (UTC+2) | Noorwegen                 | 2 – 0   | Moldavië | Ullevaalstadion, Oslo Toeschouwers: 23.848 Scheidsrechter: Hristo Ristoskov |
| 6 september 2006 19:00 (UTC+2) | Strømstad 74' Iversen 79' | verslag |          | Ullevaalstadion, Oslo Toeschouwers: 23.848 Scheidsrechter: Hristo Ristoskov |

|                                |                     |         |       | |
| 6 september 2006 20:00 (UTC+2) | Turkije             | 2 – 0   | Malta | Commerzbank-Arena, Frankfurt (Duitsland) Toeschouwers: 0 Scheidsrechter: Bernardino González Vázquez |
| 6 september 2006 20:00 (UTC+2) | Nihat 56' Tümer 77' | verslag |       | Commerzbank-Arena, Frankfurt (Duitsland) Toeschouwers: 0 Scheidsrechter: Bernardino González Vázquez |

|                                |                       |         |                                       |                                                                            |
| 6 september 2006 20:15 (UTC+2) | Bosnië en Herzegovina | 1 – 3   | Hongarije                             | Bilino Polje, Zenica Toeschouwers: 18.000 Scheidsrechter: Costas Kapitanis |
| 6 september 2006 20:15 (UTC+2) | Misimović 64' (pen.)  | verslag | Huszti 36' (pen.) Gera 46' Dárdai 49' | Bilino Polje, Zenica Toeschouwers: 18.000 Scheidsrechter: Costas Kapitanis |

|                              |                          |         |                         |                                                                                  |
| 7 oktober 2006 19:00 (UTC+3) | Moldavië                 | 2 – 2   | Bosnië en Herzegovina   | Stadionul Zimbru, Chişinău Toeschouwers: 11.000 Scheidsrechter: Hervé Piccirillo |
| 7 oktober 2006 19:00 (UTC+3) | Rogaciov 13', 32' (pen.) | verslag | Misimović 63' Grlić 68' | Stadionul Zimbru, Chişinău Toeschouwers: 11.000 Scheidsrechter: Hervé Piccirillo |

|                              |           |         |            |                                                                                 |
| 7 oktober 2006 19:00 (UTC+2) | Hongarije | 0 – 1   | Turkije    | Ferenc Puskásstadion, Boedapest Toeschouwers: 9.500 Scheidsrechter: Alain Hamer |
| 7 oktober 2006 19:00 (UTC+2) |           | verslag | Tuncay 41' | Ferenc Puskásstadion, Boedapest Toeschouwers: 9.500 Scheidsrechter: Alain Hamer |

|                              |                 |         |           |                                                                                       |
| 7 oktober 2006 21:30 (UTC+3) | Griekenland     | 1 – 0   | Noorwegen | Georgios Karaiskákisstadion, Athene Toeschouwers: 25.000 Scheidsrechter: Lubos Michel |
| 7 oktober 2006 21:30 (UTC+3) | Katsouranis 33' | verslag |           | Georgios Karaiskákisstadion, Athene Toeschouwers: 25.000 Scheidsrechter: Lubos Michel |

|                               |                   |         |               |                                                                               |
| 11 oktober 2006 19:15 (UTC+2) | Malta             | 2 – 1   | Hongarije     | Ta' Qalistadion, Ta' Qali Toeschouwers: 3.500 Scheidsrechter: Johny Ver Eecke |
| 11 oktober 2006 19:15 (UTC+2) | Schembri 14', 53' | verslag | Torghelle 19' | Ta' Qalistadion, Ta' Qali Toeschouwers: 3.500 Scheidsrechter: Johny Ver Eecke |

|                               |                                            |         |          |                                                                                             |
| 11 oktober 2006 20:00 (UTC+2) | Turkije                                    | 5 – 0   | Moldavië | Commerzbank-Arena, Frankfurt (Duitsland) Toeschouwers: 0 Scheidsrechter: Nicolai Vollquartz |
| 11 oktober 2006 20:00 (UTC+2) | Şükür 35', 37' (pen.), 43', 73' Tuncay 68' | verslag |          | Commerzbank-Arena, Frankfurt (Duitsland) Toeschouwers: 0 Scheidsrechter: Nicolai Vollquartz |

|                               |                       |         |                                                                     |                                                                         |
| 11 oktober 2006 19:15 (UTC+2) | Bosnië en Herzegovina | 0 – 4   | Griekenland                                                         | Bilino Polje, Zenica Toeschouwers: 10.000 Scheidsrechter: Yuri Baskakov |
| 11 oktober 2006 19:15 (UTC+2) |                       | verslag | Charisteas 8' (pen.) Patsatzoglou 82' Samaras 85' Katsouranis 90+4' | Bilino Polje, Zenica Toeschouwers: 10.000 Scheidsrechter: Yuri Baskakov |

|                             |              |         |            |                                                                              |
| 24 maart 2007 19:00 (UTC+2) | Moldavië     | 1 – 1   | Malta      | Stadionul Zimbru, Chişinău Toeschouwers: 10.000 Scheidsrechter: Vusal Aliyev |
| 24 maart 2007 19:00 (UTC+2) | Epureanu 85' | verslag | Mallia 73' | Stadionul Zimbru, Chişinău Toeschouwers: 10.000 Scheidsrechter: Vusal Aliyev |

|                             |                  |         |                              |                                                                       |
| 24 maart 2007 19:00 (UTC+1) | Noorwegen        | 1 – 2   | Bosnië en Herzegovina        | Ullevaalstadion, Oslo Toeschouwers: 16.987 Scheidsrechter: Mike Riley |
| 24 maart 2007 19:00 (UTC+1) | Carew 50' (pen.) | verslag | Misimović 18' Muslimović 33' | Ullevaalstadion, Oslo Toeschouwers: 16.987 Scheidsrechter: Mike Riley |

|                             |              |         |                                              |                                                                                         |
| 24 maart 2007 21:30 (UTC+2) | Griekenland  | 1 – 4   | Turkije                                      | Georgios Karaiskákisstadion, Athene Toeschouwers: 34.000 Scheidsrechter: Wolfgang Stark |
| 24 maart 2007 21:30 (UTC+2) | Kyrgiakos 6' | verslag | Tuncay 27' Gökhan 55' Tümer 70' Gökdeniz 81' | Georgios Karaiskákisstadion, Athene Toeschouwers: 34.000 Scheidsrechter: Wolfgang Stark |

|                             |                     |         |          |                                                                                       |
| 28 maart 2007 18:00 (UTC+2) | Hongarije           | 2 – 0   | Moldavië | Szusza Ferencstadion, Boedapest Toeschouwers: 6.200 Scheidsrechter: Martin Ingvarsson |
| 28 maart 2007 18:00 (UTC+2) | Priskin 9' Gera 63' | verslag |          | Szusza Ferencstadion, Boedapest Toeschouwers: 6.200 Scheidsrechter: Martin Ingvarsson |

|                             |       |         |                    |                                                                              |
| 28 maart 2007 19:30 (UTC+2) | Malta | 0 – 1   | Griekenland        | Ta' Qalistadion, Ta' Qali Toeschouwers: 15.000 Scheidsrechter: Pedro Proença |
| 28 maart 2007 19:30 (UTC+2) |       | verslag | Basinas 66' (pen.) | Ta' Qalistadion, Ta' Qali Toeschouwers: 15.000 Scheidsrechter: Pedro Proença |

|                             |                         |         |                         |                                                                                       |
| 28 maart 2007 20:00 (UTC+2) | Turkije                 | 2 – 2   | Noorwegen               | Commerzbank-Arena, Frankfurt (Germany) Toeschouwers: 0 Scheidsrechter: Stefano Farina |
| 28 maart 2007 20:00 (UTC+2) | Hamit Altıntop 72', 90' | verslag | Brenne 31' Andresen 40' | Commerzbank-Arena, Frankfurt (Germany) Toeschouwers: 0 Scheidsrechter: Stefano Farina |

|                           |                          |         |           |                                                                                    |
| 2 juni 2007 21:30 (UTC+3) | Griekenland              | 2 – 0   | Hongarije | Pankritio Stadion, Heraklion< Toeschouwers: 16.000 Scheidsrechter: Claus Bo Larsen |
| 2 juni 2007 21:30 (UTC+3) | Gekas 16' Seitaridis 29' | verslag |           | Pankritio Stadion, Heraklion< Toeschouwers: 16.000 Scheidsrechter: Claus Bo Larsen |

|                           |                                         |         |                     |                                                                                             |
| 2 juni 2007 20:00 (UTC+2) | Bosnië en Herzegovina                   | 3 – 2   | Turkije             | Asim Ferhatović Hasestadion, Sarajevo Toeschouwers: 20.000 Scheidsrechter: Peter Fröjdfeldt |
| 2 juni 2007 20:00 (UTC+2) | Muslimović 27' Džeko 45+2' Ćustović 90' | verslag | Şükür 13' Sabri 39' | Asim Ferhatović Hasestadion, Sarajevo Toeschouwers: 20.000 Scheidsrechter: Peter Fröjdfeldt |

|                           |                                                |         |       |                                                                         |
| 2 juni 2007 20:05 (UTC+2) | Noorwegen                                      | 4 – 0   | Malta | Ullevaalstadion, Oslo Toeschouwers: 16.364 Scheidsrechter: Jacek Granat |
| 2 juni 2007 20:05 (UTC+2) | Hæstad 31' Helstad 73' Iversen 79' Riise 90+1' | verslag |       | Ullevaalstadion, Oslo Toeschouwers: 16.364 Scheidsrechter: Jacek Granat |

|                           |                                        |         |           |                                                                                       |
| 6 juni 2007 19:00 (UTC+2) | Noorwegen                              | 4 – 0   | Hongarije | Ullevaalstadion, Oslo Toeschouwers: 19.198 Scheidsrechter: Eduardo Iturralde González |
| 6 juni 2007 19:00 (UTC+2) | Iversen 22' Braaten 57' Carew 60', 78' | verslag |           | Ullevaalstadion, Oslo Toeschouwers: 19.198 Scheidsrechter: Eduardo Iturralde González |

|                           |                       |         |       |                                                                                          |
| 6 juni 2007 20:15 (UTC+2) | Bosnië en Herzegovina | 1 – 0   | Malta | Asim Ferhatović Hasestadion, Sarajevo Toeschouwers: 15.000 Scheidsrechter: Ceri Richards |
| 6 juni 2007 20:15 (UTC+2) | Muslimović 6'         | verslag |       | Asim Ferhatović Hasestadion, Sarajevo Toeschouwers: 15.000 Scheidsrechter: Ceri Richards |

|                           |                                   |         |            |                                                                                |
| 6 juni 2007 21:30 (UTC+3) | Griekenland                       | 2 – 1   | Moldavië   | Pankritio Stadion, Heraklion Toeschouwers: 22.000 Scheidsrechter: Jan Wegereef |
| 6 juni 2007 21:30 (UTC+3) | Charisteas 30' Lyberopoulos 90+5' | verslag | Frunză 80' | Pankritio Stadion, Heraklion Toeschouwers: 22.000 Scheidsrechter: Jan Wegereef |

|                                |                 |         |                       |                                                                                     |
| 8 september 2007 16:00 (UTC+2) | Hongarije       | 1 – 0   | Bosnië en Herzegovina | Sóstóistadion, Székesfehérvár Toeschouwers: 10.877 Scheidsrechter: Matteo Trefoloni |
| 8 september 2007 16:00 (UTC+2) | Gera 39' (pen.) | verslag |                       | Sóstóistadion, Székesfehérvár Toeschouwers: 10.877 Scheidsrechter: Matteo Trefoloni |

|                                |                       |         |                               |                                                                               |
| 8 september 2007 19:30 (UTC+2) | Malta                 | 2 – 2   | Turkije                       | Ta' Qalistadion, Ta' Qali Toeschouwers: 18.000 Scheidsrechter: Stefan Messner |
| 8 september 2007 19:30 (UTC+2) | Said 41' Schembri 76' | verslag | Halil Altıntop 45' Servet 78' | Ta' Qalistadion, Ta' Qali Toeschouwers: 18.000 Scheidsrechter: Stefan Messner |

|                                |          |         |             |                                                                              |
| 8 september 2007 21:00 (UTC+3) | Moldavië | 0 – 1   | Noorwegen   | Stadionul Zimbru, Chişinău Toeschouwers: 15.000 Scheidsrechter: Robert Małek |
| 8 september 2007 21:00 (UTC+3) |          | verslag | Iversen 49' | Stadionul Zimbru, Chişinău Toeschouwers: 15.000 Scheidsrechter: Robert Małek |

|                                 |                     |         |                   |                                                                            |
| 12 september 2007 19:00 (UTC+2) | Noorwegen           | 2 – 2   | Griekenland       | Ullevaalstadion, Oslo Toeschouwers: 24.080 Scheidsrechter: Massimo Busacca |
| 12 september 2007 19:00 (UTC+2) | Carew 15' Riise 39' | verslag | Kyrgiakos 7', 30' | Ullevaalstadion, Oslo Toeschouwers: 24.080 Scheidsrechter: Massimo Busacca |

|                                 |                                             |         |           |                                                                                |
| 12 september 2007 20:30 (UTC+3) | Turkije                                     | 3 – 0   | Hongarije | BJK Inönüstadion, Istanboel Toeschouwers: 28.020 Scheidsrechter: Stuart Dougal |
| 12 september 2007 20:30 (UTC+3) | Gökhan 68' Aurélio 72' Halil Altıntop 90+3' | verslag |           | BJK Inönüstadion, Istanboel Toeschouwers: 28.020 Scheidsrechter: Stuart Dougal |

|                                 |                       |         |            |                                                                                        |
| 12 september 2007 20:00 (UTC+2) | Bosnië en Herzegovina | 0 – 1   | Moldavië   | Asim Ferhatović Hasestadion, Sarajevo Toeschouwers: 4.000 Scheidsrechter: Jouni Hyytiä |
| 12 september 2007 20:00 (UTC+2) |                       | verslag | Bugaev 22' | Asim Ferhatović Hasestadion, Sarajevo Toeschouwers: 4.000 Scheidsrechter: Jouni Hyytiä |

|                               |                         |         |       |                                                                                      |
| 13 oktober 2007 16:20 (UTC+2) | Hongarije               | 2 – 0   | Malta | Szusza Ferencstadion, Boedapest Toeschouwers: 6.000 Scheidsrechter: Karen Nalbandyan |
| 13 oktober 2007 16:20 (UTC+2) | Feczesin 34' Tőzsér 77' | verslag |       | Szusza Ferencstadion, Boedapest Toeschouwers: 6.000 Scheidsrechter: Karen Nalbandyan |

|                               |            |         |          |                                                                                 |
| 13 oktober 2007 21:00 (UTC+3) | Moldavië   | 1 – 1   | Turkije  | Stadionul Zimbru, Chişinău Toeschouwers: 10.500 Scheidsrechter: Martin Atkinson |
| 13 oktober 2007 21:00 (UTC+3) | Frunză 11' | verslag | Ümit 63' | Stadionul Zimbru, Chişinău Toeschouwers: 10.500 Scheidsrechter: Martin Atkinson |

|                               |                                           |         |                          |                                                                                                 |
| 13 oktober 2007 21:30 (UTC+3) | Griekenland                               | 3 – 2   | Bosnië en Herzegovina    | Olympisch Stadion Spyridon Louis, Athene Toeschouwers: 35.000 Scheidsrechter: Grzegorz Gilewski |
| 13 oktober 2007 21:30 (UTC+3) | Charisteas 10' Gekas 57' Lyberopoulos 72' | verslag | Hrgović 54' Ibišević 90' | Olympisch Stadion Spyridon Louis, Athene Toeschouwers: 35.000 Scheidsrechter: Grzegorz Gilewski |

|                               |                                 |         |                                   |                                                                                |
| 17 oktober 2007 19:30 (UTC+2) | Malta                           | 2 – 3   | Moldavië                          | Ta' Qalistadion, Ta' Qali Toeschouwers: 10.000 Scheidsrechter: Igorj Ishchenko |
| 17 oktober 2007 19:30 (UTC+2) | Scerri 71' M. Mifsud 84' (pen.) | verslag | Bugaev 24' (pen.) Frunză 31', 35' | Ta' Qalistadion, Ta' Qali Toeschouwers: 10.000 Scheidsrechter: Igorj Ishchenko |

|                               |         |         |                |                                                                                            |
| 17 oktober 2007 20:30 (UTC+3) | Turkije | 0 – 1   | Griekenland    | Ali Sami Yenstadion, Istanboel Toeschouwers: 24.000 Scheidsrechter: Manuel Mejuto González |
| 17 oktober 2007 20:30 (UTC+3) |         | verslag | Amanatidis 79' | Ali Sami Yenstadion, Istanboel Toeschouwers: 24.000 Scheidsrechter: Manuel Mejuto González |

|                               |                       |         |                       |                                                                                           |
| 17 oktober 2007 20:30 (UTC+2) | Bosnië en Herzegovina | 0 – 2   | Noorwegen             | Asim Ferhatović Hasestadion, Sarajevo Toeschouwers: 1.500 Scheidsrechter: Stéphane Lannoy |
| 17 oktober 2007 20:30 (UTC+2) |                       | verslag | Hagen 5' B. Riise 74' | Asim Ferhatović Hasestadion, Sarajevo Toeschouwers: 1.500 Scheidsrechter: Stéphane Lannoy |

|                                |                                  |         |           |                                                                               |
| 17 november 2007 19:00 (UTC+2) | Moldavië                         | 3 – 0   | Hongarije | Stadionul Zimbru, Chişinău Toeschouwers: 6.483 Scheidsrechter: Pavel Královec |
| 17 november 2007 19:00 (UTC+2) | Bugaev 13' Josan 23' Alexeev 86' | verslag |           | Stadionul Zimbru, Chişinău Toeschouwers: 6.483 Scheidsrechter: Pavel Královec |

|                                |           |         |                    |                                                                        |
| 17 november 2007 19:00 (UTC+1) | Noorwegen | 1 – 2   | Turkije            | Ullevaalstadion, Oslo Toeschouwers: 24.080 Scheidsrechter: Markus Merk |
| 17 november 2007 19:00 (UTC+1) | Hagen 12' | verslag | Emre 31' Nihat 59' | Ullevaalstadion, Oslo Toeschouwers: 24.080 Scheidsrechter: Markus Merk |

|                                |                                                |         |       |                                                                                            |
| 17 november 2007 21:30 (UTC+2) | Griekenland                                    | 5 – 0   | Malta | Olympisch Stadion Spyridon Louis, Athene Toeschouwers: 35.000 Scheidsrechter: Sten Kaldama |
| 17 november 2007 21:30 (UTC+2) | Gekas 32', 72', 74' Basinas 54' Amanatidis 61' | verslag |       | Olympisch Stadion Spyridon Louis, Athene Toeschouwers: 35.000 Scheidsrechter: Sten Kaldama |

|                                |               |         |                                           |                                                                             |
| 21 november 2007 20:00 (UTC+1) | Malta         | 1 – 4   | Noorwegen                                 | Ta' Qalistadion, Ta' Qali Toeschouwers: 6.000 Scheidsrechter: Yuri Baskakov |
| 21 november 2007 20:00 (UTC+1) | M. Mifsud 53' | verslag | Iversen 25', 27' (pen.), 45' Pedersen 75' | Ta' Qalistadion, Ta' Qali Toeschouwers: 6.000 Scheidsrechter: Yuri Baskakov |

|                                |           |         |                       |                                                                                    |
| 21 november 2007 21:00 (UTC+2) | Turkije   | 1 – 0   | Bosnië en Herzegovina | Ali Sami Yenstadion, Istanboel Toeschouwers: 22.000 Scheidsrechter: Eric Braamhaar |
| 21 november 2007 21:00 (UTC+2) | Nihat 43' | verslag |                       | Ali Sami Yenstadion, Istanboel Toeschouwers: 22.000 Scheidsrechter: Eric Braamhaar |

|                                |            |         |                                       |                                                                                 |
| 21 november 2007 20:15 (UTC+1) | Hongarije  | 1 – 2   | Griekenland                           | Ferenc Puskásstadion, Boedapest Toeschouwers: 32.300 Scheidsrechter: Rob Styles |
| 21 november 2007 20:15 (UTC+1) | Buzsáky 7' | verslag | Vanczák 22' (e.d.) Basinas 59' (pen.) | Ferenc Puskásstadion, Boedapest Toeschouwers: 32.300 Scheidsrechter: Rob Styles |

### Groep D
Duitsland had in eigen land een succesvol WK achter de rug, waar naast de derde plaats de ploeg indruk maakte met fris voetbal. Na het WK stapte Jürgen Klinsmann op, zijn assistent Joachim Löw nam het coachschap over. In de kwalificatie baarde het team meteen opzien door met 0-13 van San Marino te winnen, de hoogste score ooit in de EK-historie, Lukas Podolski scoorde vier doelpunten. Het won de uitwedstrijd tegen de zwaarste opponent Tsjechië met 1-2 door twee doelpunten van Kevin Kurányi en op een misstap tegen Cyprus na won het zeven van de acht wedstrijden. Na een doelpuntloos gelijkspel tegen Ierland was het land als eerste land zeker van kwalificatie.
Tsjechië werd al in de eerste ronde van het afgelopen WK uitgeschakeld en moest afscheid nemen van zijn grootste vedetten Pavel Nedved en recordinternational Karel Poborský, er was nog weinig doorstroming van nieuw talent en de ploeg vertrouwde op gevestigde namen als aanvaller Jan Koller en doelman Petr Čech onder leiding van coach Karel Brückner, die ondanks het mislukte WK zijn contract verlengde. Tsjechië kwam wat moeizaam op gang, stond na zeven wedstrijden één punt voor op Ierland, echter de laatste wedstrijden werden allemaal gewonnen, terwijl Ierland geen wedstrijd meer won. Kwalificatie was zeker na een 0-3 overwinning op Duitsland, De andere teams waren geen serieuze bedreiging voor Duitsland en Tsjechië, de koplopers verloren alleen van elkaar een keer, de andere teams verspeelden ook veel punten tegen elkaar, want het verschil tussen nummer drie Ierland en nummer zes Cyprus was maar drie punten. Opvallende uitslagen waren de 5-2 zege van Cyprus tegen Ierland en nummer vier en nummer vijf Slowakije en Wales wonnen hun onderlinge uitwedstrijd met ruime cijfers, Slowakije won in Cardiff met 1-5, Wales won een jaar later in Bratislava met 2-5. 
| Land       | Wed | Win | Gel | Ver | DV | DT | +/− | Pnt |
| ---------- | --- | --- | --- | --- | -- | -- | --- | --- |
| Tsjechië   | 12  | 9   | 2   | 1   | 27 | 5  | +22 | 29  |
| Duitsland  | 12  | 8   | 3   | 1   | 35 | 7  | +28 | 27  |
| Ierland    | 12  | 4   | 5   | 3   | 17 | 14 | +3  | 17  |
| Slowakije  | 12  | 5   | 1   | 6   | 33 | 23 | +10 | 16  |
| Wales      | 12  | 4   | 3   | 5   | 18 | 19 | –1  | 15  |
| Cyprus     | 12  | 4   | 2   | 6   | 17 | 24 | –7  | 14  |
| San Marino | 12  | 0   | 0   | 12  | 2  | 57 | –55 | 0   |

|                                |                 |         |                    |                                                                                    |
| 2 september 2006 20:15 (UTC+2) | Tsjechië        | 2 – 1   | Wales              | Stadion Na Stínadlech, Teplice Toeschouwers: 16.204 Scheidsrechter: Jonas Eriksson |
| 2 september 2006 20:15 (UTC+2) | Lafata 76', 89' | verslag | Jiránek 85' (e.d.) | Stadion Na Stínadlech, Teplice Toeschouwers: 16.204 Scheidsrechter: Jonas Eriksson |

|                                |                                                    |         |              |                                                                           |
| 2 september 2006 20:15 (UTC+2) | Slowakije                                          | 6 – 1   | Cyprus       | Tehelné pole, Bratislava Toeschouwers: 4.783 Scheidsrechter: Oleh Orekhov |
| 2 september 2006 20:15 (UTC+2) | Škrtel 9' Mintál 33', 55' Šebo 43', 48' Karhan 52' | verslag | Yiasoumi 90' | Tehelné pole, Bratislava Toeschouwers: 4.783 Scheidsrechter: Oleh Orekhov |

|                                |              |         |         |                                                                                               |
| 2 september 2006 20:45 (UTC+2) | Duitsland    | 1 – 0   | Ierland | Gottlieb-Daimlerstadion, Stuttgart Toeschouwers: 53.198 Scheidsrechter: Luis Medina Cantalejo |
| 2 september 2006 20:45 (UTC+2) | Podolski 57' | verslag |         | Gottlieb-Daimlerstadion, Stuttgart Toeschouwers: 53.198 Scheidsrechter: Luis Medina Cantalejo |

|                                |           |         |                            |                                                                             |
| 6 september 2006 20:15 (UTC+2) | Slowakije | 0 – 3   | Tsjechië                   | Tehelné pole, Bratislava Toeschouwers: 27.683 Scheidsrechter: Steve Bennett |
| 6 september 2006 20:15 (UTC+2) |           | verslag | Sionko 10', 21' Koller 57' | Tehelné pole, Bratislava Toeschouwers: 27.683 Scheidsrechter: Steve Bennett |

|                                |            |         | |                                                                               |
| 6 september 2006 20:45 (UTC+2) | San Marino | 0 – 13  | Duitsland | Stadio Olimpico, Serravalle Toeschouwers: 5.019 Scheidsrechter: Selçuk Dereli |
| 6 september 2006 20:45 (UTC+2) |            | verslag | Podolski 12', 43', 64', 73' Schweinsteiger 29', 47' Klose 30', 45+1' Ballack 35' Hitzlsperger 66', 72' M. Friedrich 87' Schneider 90' (pen.) | Stadio Olimpico, Serravalle Toeschouwers: 5.019 Scheidsrechter: Selçuk Dereli |

|                              |          |         |                                                  |                                                                                  |
| 7 oktober 2006 15:00 (UTC+1) | Wales    | 1 – 5   | Slowakije                                        | Millennium Stadium, Cardiff Toeschouwers: 28.493 Scheidsrechter: Dick van Egmond |
| 7 oktober 2006 15:00 (UTC+1) | Bale 37' | verslag | Švento 14' Mintál 32', 38' Karhan 51' Vittek 59' | Millennium Stadium, Cardiff Toeschouwers: 28.493 Scheidsrechter: Dick van Egmond |

|                              |                                                                |         |            |                                                                          |
| 7 oktober 2006 17:15 (UTC+2) | Tsjechië                                                       | 7 – 0   | San Marino | Stadion u Nisy, Liberec Toeschouwers: 9.514 Scheidsrechter: Vusal Aliyev |
| 7 oktober 2006 17:15 (UTC+2) | Kulič 15' Polák 22' Baroš 32', 68' Koller 42', 52' Jarolím 49' | verslag |            | Stadion u Nisy, Liberec Toeschouwers: 9.514 Scheidsrechter: Vusal Aliyev |

|                              |                                                                  |         |                      |                                                                           |
| 7 oktober 2006 17:00 (UTC+3) | Cyprus                                                           | 5 – 2   | Ierland              | GSP-stadion, Nicosia Toeschouwers: 12.000 Scheidsrechter: Lucilio Batista |
| 7 oktober 2006 17:00 (UTC+3) | Konstantinou 10', 50' (pen.) Garpozis 16' Charalambides 60', 75' | verslag | Ireland 8' Dunne 44' | GSP-stadion, Nicosia Toeschouwers: 12.000 Scheidsrechter: Lucilio Batista |

|                               |             |         |            |                                                                            |
| 11 oktober 2006 19:30 (UTC+1) | Ierland     | 1 – 1   | Tsjechië   | Lansdowne Road, Dublin Toeschouwers: 35.500 Scheidsrechter: Bertrand Layec |
| 11 oktober 2006 19:30 (UTC+1) | Kilbane 62' | verslag | Koller 64' | Lansdowne Road, Dublin Toeschouwers: 35.500 Scheidsrechter: Bertrand Layec |

|                               |           |         |                                                  |                                                                           |
| 11 oktober 2006 20:45 (UTC+2) | Slowakije | 1 – 4   | Duitsland                                        | Tehelné pole, Bratislava Toeschouwers: 21.582 Scheidsrechter: Terje Hauge |
| 11 oktober 2006 20:45 (UTC+2) | Varga 58' | verslag | Podolski 13', 72' Ballack 25' Schweinsteiger 36' | Tehelné pole, Bratislava Toeschouwers: 21.582 Scheidsrechter: Terje Hauge |

|                               |                                     |         |           |                                                                               |
| 11 oktober 2006 20:00 (UTC+1) | Wales                               | 3 – 1   | Cyprus    | Millennium Stadium, Cardiff Toeschouwers: 20.456 Scheidsrechter: Jacek Granat |
| 11 oktober 2006 20:00 (UTC+1) | Koumas 33' Earnshaw 39' Bellamy 72' | verslag | Okkas 83' | Millennium Stadium, Cardiff Toeschouwers: 20.456 Scheidsrechter: Jacek Granat |

|                                |           |         |             |                                                                            |
| 15 november 2006 21:00 (UTC+2) | Cyprus    | 1 – 1   | Duitsland   | GSP-stadion, Nicosia Toeschouwers: 15.000 Scheidsrechter: Peter Fröjdfeldt |
| 15 november 2006 21:00 (UTC+2) | Okkas 43' | verslag | Ballack 16' | GSP-stadion, Nicosia Toeschouwers: 15.000 Scheidsrechter: Peter Fröjdfeldt |

|                                |                                              |         |            |                                                                            |
| 15 november 2006 19:30 (UTC+0) | Ierland                                      | 5 – 0   | San Marino | Lansdowne Road, Dublin Toeschouwers: 34.018 Scheidsrechter: Lassin Isaksen |
| 15 november 2006 19:30 (UTC+0) | Reid 7' Doyle 24' Keane 31', 58' (pen.), 85' | verslag |            | Lansdowne Road, Dublin Toeschouwers: 34.018 Scheidsrechter: Lassin Isaksen |

|                               |                   |         |                           |                                                                                 |
| 7 februari 2007 20:45 (UTC+1) | San Marino        | 1 – 2   | Ierland                   | Stadio Olimpico, Serravalle Toeschouwers: 3.294 Scheidsrechter: Peter Rasmussen |
| 7 februari 2007 20:45 (UTC+1) | Manuel Marani 86' | verslag | Kilbane 49' Ireland 90+4' | Stadio Olimpico, Serravalle Toeschouwers: 3.294 Scheidsrechter: Peter Rasmussen |

|                             |             |         |       |                                                                     |
| 24 maart 2007 15:00 (UTC+0) | Ierland     | 1 – 0   | Wales | Croke Park, Dublin Toeschouwers: 72.539 Scheidsrechter: Terje Hauge |
| 24 maart 2007 15:00 (UTC+0) | Ireland 39' | verslag |       | Croke Park, Dublin Toeschouwers: 72.539 Scheidsrechter: Terje Hauge |

|                             |               |         |                                   |                                                                        |
| 24 maart 2007 20:00 (UTC+2) | Cyprus        | 1 – 3   | Slowakije                         | GSP-stadion, Nicosia Toeschouwers: 2.696 Scheidsrechter: Gerald Lehner |
| 24 maart 2007 20:00 (UTC+2) | Aloneftis 45' | verslag | Vittek 54' Škrtel 67' Jakubko 77' | GSP-stadion, Nicosia Toeschouwers: 2.696 Scheidsrechter: Gerald Lehner |

|                             |           |         |                  |                                                                          |
| 24 maart 2007 20:45 (UTC+1) | Tsjechië  | 1 – 2   | Duitsland        | Toyota Arena, Praag Toeschouwers: 17.821 Scheidsrechter: Roberto Rosetti |
| 24 maart 2007 20:45 (UTC+1) | Baroš 77' | verslag | Kurányi 42', 62' | Toyota Arena, Praag Toeschouwers: 17.821 Scheidsrechter: Roberto Rosetti |

|                             |           |         |        |                                                                        |
| 28 maart 2007 17:25 (UTC+2) | Tsjechië  | 1 – 0   | Cyprus | Stadion u Nisy, Liberec Toeschouwers: 9.310 Scheidsrechter: Ivan Bebek |
| 28 maart 2007 17:25 (UTC+2) | Kováč 22' | verslag |        | Stadion u Nisy, Liberec Toeschouwers: 9.310 Scheidsrechter: Ivan Bebek |

|                             |           |         |           |                                                                       |
| 28 maart 2007 19:45 (UTC+1) | Ierland   | 1 – 0   | Slowakije | Croke Park, Dublin Toeschouwers: 71.297 Scheidsrechter: Yuri Baskakov |
| 28 maart 2007 19:45 (UTC+1) | Doyle 13' | verslag |           | Croke Park, Dublin Toeschouwers: 71.297 Scheidsrechter: Yuri Baskakov |

|                             |                                     |         |            |                                                                                     |
| 28 maart 2007 20:00 (UTC+1) | Wales                               | 3 – 0   | San Marino | Millennium Stadium, Cardiff Toeschouwers: 18.752 Scheidsrechter: Ararat Tshagharyan |
| 28 maart 2007 20:00 (UTC+1) | Giggs 3' Bale 20' Koumas 63' (pen.) | verslag |            | Millennium Stadium, Cardiff Toeschouwers: 18.752 Scheidsrechter: Ararat Tshagharyan |

|                           |         |       |          |                                                                                |
| 2 juni 2007 15:00 (UTC+1) | Wales   | 0 – 0 | Tsjechië | Millennium Stadium, Cardiff Toeschouwers: 30.714 Scheidsrechter: Paul Allaerts |
| 2 juni 2007 15:00 (UTC+1) | verslag |       |          | Millennium Stadium, Cardiff Toeschouwers: 30.714 Scheidsrechter: Paul Allaerts |

|                           |                                                                   |         |            |                                                                              |
| 2 juni 2007 19:00 (UTC+2) | Duitsland                                                         | 6 – 0   | San Marino | Frankenstadion, Neurenberg Toeschouwers: 43.967 Scheidsrechter: Jouni Hyytiä |
| 2 juni 2007 19:00 (UTC+2) | Kurányi 45' Jansen 52' Frings 56' (pen.) Gómez 63', 65' Fritz 67' | verslag |            | Frankenstadion, Neurenberg Toeschouwers: 43.967 Scheidsrechter: Jouni Hyytiä |

|                           |                                     |         |                      |                                                                              |
| 6 juni 2007 20:30 (UTC+2) | Duitsland                           | 2 – 1   | Slowakije            | AOL Arena, Hamburg Toeschouwers: 51.500 Scheidsrechter: Olegário Benquerença |
| 6 juni 2007 20:30 (UTC+2) | Ďurica 10' (o.g.f) Hitzlsperger 43' | verslag | Metzelder 20' (e.d.) | AOL Arena, Hamburg Toeschouwers: 51.500 Scheidsrechter: Olegário Benquerença |

|                                |            |         |           |                                                                            |
| 22 augustus 2007 21:00 (UTC+2) | San Marino | 0 – 1   | Cyprus    | Stadio Olimpico, Serravalle Toeschouwers: 552 Scheidsrechter: Albano Janku |
| 22 augustus 2007 21:00 (UTC+2) |            | verslag | Okkas 54' | Stadio Olimpico, Serravalle Toeschouwers: 552 Scheidsrechter: Albano Janku |

|                                |            |         |                                          |                                                                                 |
| 8 september 2007 20:15 (UTC+2) | San Marino | 0 – 3   | Tsjechië                                 | Stadio Olimpico, Serravalle Toeschouwers: 3.412 Scheidsrechter: Dejan Filipović |
| 8 september 2007 20:15 (UTC+2) |            | verslag | Rosický 33' Jankulovski 75' Koller 90+3' | Stadio Olimpico, Serravalle Toeschouwers: 3.412 Scheidsrechter: Dejan Filipović |

|                                |                       |         |                      |                                                                              |
| 8 september 2007 20:30 (UTC+2) | Slowakije             | 2 – 2   | Ierland              | Tehelné pole, Bratislava Toeschouwers: 12.360 Scheidsrechter: Stefano Farina |
| 8 september 2007 20:30 (UTC+2) | Klimpl 37' Čech 90+1' | verslag | Ireland 7' Doyle 57' | Tehelné pole, Bratislava Toeschouwers: 12.360 Scheidsrechter: Stefano Farina |

|                                |       |         |               |                                                                                         |
| 8 september 2007 19:30 (UTC+1) | Wales | 0 – 2   | Duitsland     | Millennium Stadium, Cardiff Toeschouwers: 25.000 Scheidsrechter: Manuel Mejuto González |
| 8 september 2007 19:30 (UTC+1) |       | verslag | Klose 5', 60' | Millennium Stadium, Cardiff Toeschouwers: 25.000 Scheidsrechter: Manuel Mejuto González |

|                                 |                 |         |                                                               |                                                                                         |
| 12 september 2007 18:30 (UTC+2) | Slowakije       | 2 – 5   | Wales                                                         | Štadión Antona Malatinského, Trnava Toeschouwers: 5.486 Scheidsrechter: Laurent Duhamel |
| 12 september 2007 18:30 (UTC+2) | Mintál 12', 57' | verslag | Eastwood 22' Bellamy 34', 41' Ďurica 78' (e.d.) S. Davies 90' | Štadión Antona Malatinského, Trnava Toeschouwers: 5.486 Scheidsrechter: Laurent Duhamel |

|                                 |                                   |         |            |                                                                        |
| 12 september 2007 20:00 (UTC+3) | Cyprus                            | 3 – 0   | San Marino | GSP-stadion, Nicosia Toeschouwers: 600 Scheidsrechter: Alexey Kulbakov |
| 12 september 2007 20:00 (UTC+3) | Makridis 15' Aloneftis 41', 90+2' | verslag |            | GSP-stadion, Nicosia Toeschouwers: 600 Scheidsrechter: Alexey Kulbakov |

|                                 |                 |         |         |                                                                      |
| 12 september 2007 20:30 (UTC+2) | Tsjechië        | 1 – 0   | Ierland | AXA Arena, Praag Toeschouwers: 16.648 Scheidsrechter: Kyros Vassaras |
| 12 september 2007 20:30 (UTC+2) | Jankulovski 15' | verslag |         | AXA Arena, Praag Toeschouwers: 16.648 Scheidsrechter: Kyros Vassaras |

|                               |                                                                                |         |            |                                                                                   |
| 13 oktober 2007 15:00 (UTC+2) | Slowakije                                                                      | 7 – 0   | San Marino | Mestský štadión, Dubnica nad Váhom Toeschouwers: 2.576 Scheidsrechter: Luc Wilmes |
| 13 oktober 2007 15:00 (UTC+2) | Hamšík 24' Šesták 32', 57' Sapara 37' Škrtel 51' Hološko 54' Ďurica 76' (pen.) | verslag |            | Mestský štadión, Dubnica nad Váhom Toeschouwers: 2.576 Scheidsrechter: Luc Wilmes |

|                               |                                  |         |             |                                                                          |
| 13 oktober 2007 19:15 (UTC+3) | Cyprus                           | 3 – 1   | Wales       | GSP-stadion, Nicosia Toeschouwers: 8.500 Scheidsrechter: Carlo Bertolini |
| 13 oktober 2007 19:15 (UTC+3) | Okkas 59', 68' Charalampidis 79' | verslag | Collins 21' | GSP-stadion, Nicosia Toeschouwers: 8.500 Scheidsrechter: Carlo Bertolini |

|                               |         |       |           |                                                                        |
| 13 oktober 2007 19:45 (UTC+1) | Ierland | 0 – 0 | Duitsland | Croke Park, Dublin Toeschouwers: 67.495 Scheidsrechter: Martin Hansson |
| 13 oktober 2007 19:45 (UTC+1) | verslag |       |           | Croke Park, Dublin Toeschouwers: 67.495 Scheidsrechter: Martin Hansson |

|                               |            |         |                         |                                                                                |
| 17 oktober 2007 20:15 (UTC+2) | San Marino | 1 – 2   | Wales                   | Stadio Olimpico, Serravalle Toeschouwers: 1.182 Scheidsrechter: Anthony Zammit |
| 17 oktober 2007 20:15 (UTC+2) | Selva 73'  | verslag | Earnshaw 13' Ledley 36' | Stadio Olimpico, Serravalle Toeschouwers: 1.182 Scheidsrechter: Anthony Zammit |

|                               |              |         |               |                                                                       |
| 17 oktober 2007 19:30 (UTC+1) | Ierland      | 1 – 1   | Cyprus        | Croke Park, Dublin Toeschouwers: 54.000 Scheidsrechter: Mikko Vuorela |
| 17 oktober 2007 19:30 (UTC+1) | Finnan 90+2' | verslag | Okkarides 80' | Croke Park, Dublin Toeschouwers: 54.000 Scheidsrechter: Mikko Vuorela |

|                               |           |         |                                     |                                                                         |
| 17 oktober 2007 20:45 (UTC+2) | Duitsland | 0 – 3   | Tsjechië                            | Allianz Arena, München Toeschouwers: 66.600 Scheidsrechter: Howard Webb |
| 17 oktober 2007 20:45 (UTC+2) |           | verslag | Sionko 2' Matějovský 23' Plašil 63' | Allianz Arena, München Toeschouwers: 66.600 Scheidsrechter: Howard Webb |

|                                |                        |         |                     |                                                                                |
| 17 november 2007 15:00 (UTC+0) | Wales                  | 2 – 2   | Ierland             | Millennium Stadium, Cardiff Toeschouwers: 24.619 Scheidsrechter: Oleh Oriekhov |
| 17 november 2007 15:00 (UTC+0) | Koumas 23', 89' (pen.) | verslag | Keane 31' Doyle 60' | Millennium Stadium, Cardiff Toeschouwers: 24.619 Scheidsrechter: Oleh Oriekhov |

|                                |                                                  |         |        |                                                                          |
| 17 november 2007 20:00 (UTC+1) | Duitsland                                        | 4 – 0   | Cyprus | AWD-Arena, Hannover Toeschouwers: 45.016 Scheidsrechter: Peter Rasmussen |
| 17 november 2007 20:00 (UTC+1) | Fritz 2' Klose 20' Podolski 53' Hitzlsperger 82' | verslag |        | AWD-Arena, Hannover Toeschouwers: 45.016 Scheidsrechter: Peter Rasmussen |

|                                |                                   |         |                   |                                                                   |
| 17 november 2007 20:30 (UTC+1) | Tsjechië                          | 3 – 1   | Slowakije         | AXA Arena, Praag Toeschouwers: 15.681 Scheidsrechter: Tony Asumaa |
| 17 november 2007 20:30 (UTC+1) | Grygera 13' Kulič 76' Rosický 83' | verslag | Kadlec 79' (e.d.) | AXA Arena, Praag Toeschouwers: 15.681 Scheidsrechter: Tony Asumaa |

|                                |        |         |                      |                                                                            |
| 21 november 2007 18:30 (UTC+2) | Cyprus | 0 – 2   | Tsjechië             | GSP-stadion, Nicosia Toeschouwers: 8.000 Scheidsrechter: Levan Paniashvili |
| 21 november 2007 18:30 (UTC+2) |        | verslag | Pudil 11' Koller 74' | GSP-stadion, Nicosia Toeschouwers: 8.000 Scheidsrechter: Levan Paniashvili |

|                                |           |       |       |                                                                                 |
| 21 november 2007 20:30 (UTC+1) | Duitsland | 0 – 0 | Wales | Commerzbank-Arena, Franfurt Toeschouwers: 49.252 Scheidsrechter: Cristian Balaj |
| 21 november 2007 20:30 (UTC+1) | verslag   |       |       | Commerzbank-Arena, Franfurt Toeschouwers: 49.252 Scheidsrechter: Cristian Balaj |

|                                |            |         |                                                   |                                                                               |
| 21 november 2007 20:30 (UTC+1) | San Marino | 0 – 5   | Slowakije                                         | Stadio Olimpico, Serravalle Toeschouwers: 500 Scheidsrechter: Andrejs Sipailo |
| 21 november 2007 20:30 (UTC+1) |            | verslag | Michalík 42' Hološko 51' Hamšík 53' Čech 57', 83' | Stadio Olimpico, Serravalle Toeschouwers: 500 Scheidsrechter: Andrejs Sipailo |

### Groep E
Na vijf jaar Sven-Göran Eriksson, waarin in drie toernooien steeds de kwartfinales het eindstation bleek waarbij steeds op meer werd gehoopt, kreeg Engeland weer een Engelse coach: Steve McClaren, die naast assistent coach van het Engels team zijn club Middlesbrough FC leidde naar de finale van de UEFA Cup. Ook bij concurrent Rusland was er een nieuwe bondscoach, na jaren van sportieve malaise moest Guus Hiddink, die eerder wonderen verrichtte met de nationale teams van Zuid-Korea en Australië weer goede prestaties leveren met Rusland. Ook bij Kroatië was er een wisseling van de wacht, na een teleurstellend WK met een uitschakeling in de eerste ronde werd Zlatko Kranjcar ontslagen en opgevolgd door Slaven Bilic, een representant van het succesvolle team van Kroatië op het WK van 1998. Bij Kroatië brak middenvelder Luka Modrić door, hij maakte zijn debuut al tijdens het afgelopen WK en speelde nog in de Kroatische competitie.
Guus Hiddink begon de cyclus tegen Kroatië, het land dat hij op het WK uitschakelde met Australië, de thuiswedstrijd eindgde in een doelpuntloos gelijkspel. Ook de tweede thuiswedstrijd kon niet gewonnen worden: 1-1 tegen Israël. Ook Engeland kende een moeizame start, na een moeizame overwinning in Macedonië eindigde de return in Engeland in een doelpuntloos gelijkspel. Vier dagen later verloor Engeland kansloos met 2-0 van Kroatië, exemplarisch was met name de blunder van doelman Paul Robinson, die een terugspeelbal verkeerd beoordeelde, al zag hij zelf een excuus voor het voorval. Aan het einde van het jaar 2006 nam Kroatië de leiding in de groep, de uitwedstrijd tegen Israël werd met 3-4 gewonnen, de genaturaliseerde Brazilaan Eduardo da Silva scoorde drie maal. Kroatië had na vier wedstrijden tien punten, twee meer dan Rusland en drie meer dan Engeland en Israël.
Engeland liep verder averij op door doelpuntloos gelijk te spelen tegen Israël, daarna had Engeland zelfs moeite Andorra te verslaan, bij rust was het nog 0-0 en pas in de slotfase werd afstand genomen van de laagvlieger. Vlak voor het einde van het seizoen 2006/2007 behield Kroatië de eerste plaats in de groep door doelpuntloos gelijk te spelen tegen Rusland. Kroatië stond voor het begin van het nieuwe voetbalseizoen samen met het goed presterende Israël aan de leiding met zeventien punten, waarbij Israël één wedstrijd meer had gespeeld. Rusland had vijftien punten, Engeland veertien, in de wetenschap dat Engeland nog alle thuiswedstrijden tegen de naaste concurrenten moest spelen.
In de twee wedstrijden in september 2007 pakte Engeland de regie door zowel Israël als Rusland met 3-0 te verslaan. De opleving had veel te maken met de beschikbaarheid van Michael Owen die drie doelpunten maakte in de twee wedstrijden, maar in september opnieuw uitviel met een blessure. Na de wedstrijden in oktober bleef Kroatië lijstaanvoerder met 23 punten uit negen wedstrijden, Engeland, Rusland en Israël volgden met respectievelijk 20,18 en 17 punten.
In de speelronden in oktober viel Israël definitief af na een 1-0 nederlaag tegen Kroatië, de inmiddels voor Arsenal spelende Eduardo scoorde het winnende doelpunt. Engeland kon een beslissende slag slaan voor kwalificatie ten koste van Rusland, wanneer het in de wedstrijd in Moskou een 0-1 voorsprong nam dankzij een doelpunt van Wayne Rooney. Een "gouden wissel" van Guus Hiddink zorgde voor de ommekeer in de wedstrijd, invaller Roman Pavljoetsjenko scoorde twee maal waaronder een omstreden strafschop. Terwijl de Britse pers het hoofde eiste van Steve McClaren werd Hiddink uitgebreid complimenteerd door Vladimir Poetin. Achter Kroatië (26 punten uit tien wedstrijden) had Engeland met 23 punten twee punten meer dan Rusland maar een wedstrijd meer gespeeld.
Rusland was echter te optimistisch, het verloor in de voorlaatste ronde met 2-1 van Israël, het moest winnen om boven Engeland te komen, maar bij een 1-1 stand verloor het in de slotfase door een doelpunt van Omer Golan. Kroatië plaatste zich door dit resultaat voor de eindronde ondanks een 2-0 nederlaag tegen Macedonië. Engeland had aan een gelijkspel in de thuiswedstrijd tegen Kroatiě genoeg om zich te plaatsen, maar ondanks het goede vooruitzicht was coach McClaren er niet gerust op en verving de door de pers vaak bekritiseerde doelman Robinson voor de onervaren doelman Scott Carson. Het pakte echter averechts uit, want Carson liet al in de achtste minuut een afstandschot van Niko Kranjčar uit zijn handen glippen. Engeland was aangeslagen en vlak daarna was de verdediging van Engeland uitgespeeld en na snel combinatiespel maakte Ivica Olić 0-2, in het vervolg van de wedstrijd bleef Kroatië gevaarlijker dan Engeland. In de tweede helft gaf de scheidsrechter makkelijk een strafschop aan Engeland en had weer nieuwe nieuwe hoop, wanneer Frank Lampard de strafschop verzilverde. Terwijl Kroatië verzuimde de wedstrijd te verzilveren (Olic raakte het houtwerk) maakte Peter Crouch de gelijkmaker na een zuivere voorzet van de invallende David Beckham, hetgeen genoeg was voor Engeland zich te plaatsen. In de 77e minuut scoorde Mladen Petrić echter vanaf afstand, waarbij Carson te laat reageerde: 2-3. Omdat Rusland met 0-1 won van Andorra plaatste niet Engeland maar Rusland zich voor de eindronde. en de Guus Hiddink deed zijn bijnaam (Guus Geluk) weer eer aan. Er was ook tegenslag voor Rusland, de getalenteerde aanvoerder Andrei Arsjavin liep een rode kaart op en zou de eerste twee wedstrijden in de eindronde moeten missen. De Britse pers verklaarde McClaren vogelvrij en portreteerde hem als een "wally with a brolly", de volgende dag werd McClaren ontslagen. De uitblinker aan Kroatische kant in deze kwalificatie Eduardo zou het EK echter ook niet halen, na een zware overtreding op hem moest hij het EK laten schieten.
| Land      | Wed | Win | Gel | Ver | DV | DT | +/− | Pnt |
| --------- | --- | --- | --- | --- | -- | -- | --- | --- |
| Kroatië   | 12  | 9   | 2   | 1   | 28 | 8  | +20 | 29  |
| Rusland   | 12  | 7   | 3   | 2   | 18 | 7  | +11 | 24  |
| Engeland  | 12  | 7   | 2   | 3   | 24 | 7  | +17 | 23  |
| Israël    | 12  | 7   | 2   | 3   | 20 | 12 | +8  | 23  |
| Macedonië | 12  | 4   | 2   | 6   | 12 | 12 | 0   | 11  |
| Estland   | 12  | 2   | 1   | 9   | 5  | 21 | –16 | 7   |
| Andorra   | 12  | 0   | 0   | 12  | 2  | 42 | –40 | 0   |

|                                |         |         |              |                                                                                 |
| 16 augustus 2006 18:00 (UTC+3) | Estland | 0 – 1   | Macedonië    | A. Le Coq Arena, Tallinn Toeschouwers: 7.500 Scheidsrechter: Kristinn Jakobsson |
| 16 augustus 2006 18:00 (UTC+3) |         | verslag | Sedloski 73' | A. Le Coq Arena, Tallinn Toeschouwers: 7.500 Scheidsrechter: Kristinn Jakobsson |

|                                |                                           |         |         |                                                                                |
| 2 september 2006 17:00 (UTC+1) | Engeland                                  | 5 – 0   | Andorra | Old Trafford, Manchester Toeschouwers: 56.290 Scheidsrechter: Bernhard Brugger |
| 2 september 2006 17:00 (UTC+1) | Crouch 5', 66' Gerrard 13' Defoe 38', 47' | verslag |         | Old Trafford, Manchester Toeschouwers: 56.290 Scheidsrechter: Bernhard Brugger |

|                                |         |         |             |                                                                            |
| 2 september 2006 21:30 (UTC+3) | Estland | 0 – 1   | Israël      | A. Le Coq Arena, Tallinn Toeschouwers: 7.800 Scheidsrechter: Johan Verbist |
| 2 september 2006 21:30 (UTC+3) |         | verslag | Colautti 8' | A. Le Coq Arena, Tallinn Toeschouwers: 7.800 Scheidsrechter: Johan Verbist |

|                                |                    |       |         |                                                                                      |
| 6 september 2006 19:00 (UTC+4) | Rusland            | 0 – 0 | Kroatië | Lokomotivstadion, Moskou Toeschouwers: 27.500 Scheidsrechter: Manuel Mejuto González |
| 6 september 2006 19:00 (UTC+4) | verslag[dode link] |       |         | Lokomotivstadion, Moskou Toeschouwers: 27.500 Scheidsrechter: Manuel Mejuto González |

|                                |                                                          |         |               |                                                                                   |
| 6 september 2006 19:00 (UTC+2) | Israël                                                   | 4 – 1   | Andorra       | Goffertstadion, Nijmegen (Nederland) Toeschouwers: 0 Scheidsrechter: Sinisa Zrnic |
| 6 september 2006 19:00 (UTC+2) | Benayoun 9' Ben-Shushan 11' Gershon 43' (pen.) Tamuz 69' | verslag | Fernandez 84' | Goffertstadion, Nijmegen (Nederland) Toeschouwers: 0 Scheidsrechter: Sinisa Zrnic |

|                                |           |         |            |                                                                            |
| 6 september 2006 21:00 (UTC+2) | Macedonië | 0 – 1   | Engeland   | Gradskistadion, Skopje Toeschouwers: 16.500 Scheidsrechter: Bertrand Layec |
| 6 september 2006 21:00 (UTC+2) |           | verslag | Crouch 46' | Gradskistadion, Skopje Toeschouwers: 16.500 Scheidsrechter: Bertrand Layec |

|                              |             |         |                 |                                                                          |
| 7 oktober 2006 19:00 (UTC+4) | Rusland     | 1 – 1   | Israël          | Dinamostadion, Moskou Toeschouwers: 22.000 Scheidsrechter: Florian Meyer |
| 7 oktober 2006 19:00 (UTC+4) | Arsjavin 5' | verslag | Ben-Shushan 84' | Dinamostadion, Moskou Toeschouwers: 22.000 Scheidsrechter: Florian Meyer |

|                              |          |       |           |                                                                           |
| 7 oktober 2006 17:00 (UTC+1) | Engeland | 0 – 0 | Macedonië | Old Trafford, Manchester Toeschouwers: 72.062 Scheidsrechter: Markus Merk |
| 7 oktober 2006 17:00 (UTC+1) | verslag  |       |           | Old Trafford, Manchester Toeschouwers: 72.062 Scheidsrechter: Markus Merk |

|                              |                                                              |         |         |                                                                             |
| 7 oktober 2006 20:15 (UTC+2) | Kroatië                                                      | 7 – 0   | Andorra | Maksimirstadion, Zagreb Toeschouwers: 20.000 Scheidsrechter: Anthony Zammit |
| 7 oktober 2006 20:15 (UTC+2) | Petrić 12', 37', 48', 50' Klasnić 58' Balaban 62' Modrić 83' | verslag |         | Maksimirstadion, Zagreb Toeschouwers: 20.000 Scheidsrechter: Anthony Zammit |

|                               |         |         |                                     |                                                                                   |
| 11 oktober 2006 15:00 (UTC+2) | Andorra | 0 – 3   | Macedonië                           | Estadi Comunal, Andorra la Vella Toeschouwers: 300 Scheidsrechter: Lasha Silagava |
| 11 oktober 2006 15:00 (UTC+2) |         | verslag | Pandev 13' Noveski 16' Naumoski 31' | Estadi Comunal, Andorra la Vella Toeschouwers: 300 Scheidsrechter: Lasha Silagava |

|                               |                           |                    |         |                                                                                |
| 11 oktober 2006 19:00 (UTC+4) | Rusland                   | 2 – 0              | Estland | Petrovski, Sint-Petersburg Toeschouwers: 21.500 Scheidsrechter: Eric Braamhaar |
| 11 oktober 2006 19:00 (UTC+4) | Pogrebnjak 78' Sychev 90' | verslag[dode link] |         | Petrovski, Sint-Petersburg Toeschouwers: 21.500 Scheidsrechter: Eric Braamhaar |

|                               |                                   |         |          |                                                                              |
| 11 oktober 2006 20:00 (UTC+2) | Kroatië                           | 2 – 0   | Engeland | Maksimirstadion, Zagreb Toeschouwers: 38.000 Scheidsrechter: Roberto Rosetti |
| 11 oktober 2006 20:00 (UTC+2) | Eduardo 61' G. Neville 68' (e.d.) | verslag |          | Maksimirstadion, Zagreb Toeschouwers: 38.000 Scheidsrechter: Roberto Rosetti |

|                                |           |         |                          |                                                                           |
| 15 november 2006 17:00 (UTC+1) | Macedonië | 0 – 2   | Rusland                  | Gradskistadion, Skopje Toeschouwers: 16.000 Scheidsrechter: Paul Allaerts |
| 15 november 2006 17:00 (UTC+1) |           | verslag | Bystrov 18' Arsjavin 32' | Gradskistadion, Skopje Toeschouwers: 16.000 Scheidsrechter: Paul Allaerts |

|                                |                               |         |                                       |                                                                                             |
| 15 november 2006 19:00 (UTC+2) | Israël                        | 3 – 4   | Kroatië                               | Ramat Ganstadion, Ramat-Gan Toeschouwers: 38.000 Scheidsrechter: Eduardo Iturralde González |
| 15 november 2006 19:00 (UTC+2) | Colautti 8', 89' Benayoun 68' | verslag | Srna 35' (pen.) Eduardo 39', 54', 72' | Ramat Ganstadion, Ramat-Gan Toeschouwers: 38.000 Scheidsrechter: Eduardo Iturralde González |

|                             |         |         |                           |                                                                             |
| 24 maart 2007 20:30 (UTC+2) | Estland | 0 – 2   | Rusland                   | A. Le Coq Arena, Tallinn Toeschouwers: 11.000 Scheidsrechter: Darko Ceferin |
| 24 maart 2007 20:30 (UTC+2) |         | verslag | Bystrov 66' Kerzjakov 78' | A. Le Coq Arena, Tallinn Toeschouwers: 11.000 Scheidsrechter: Darko Ceferin |

|                             |         |       |          |                                                                                     |
| 24 maart 2007 20:30 (UTC+2) | Israël  | 0 – 0 | Engeland | Ramat Ganstadion, Ramat-Gan Toeschouwers: 45.000 Scheidsrechter: Tom Henning Øvrebø |
| 24 maart 2007 20:30 (UTC+2) | verslag |       |          | Ramat Ganstadion, Ramat-Gan Toeschouwers: 45.000 Scheidsrechter: Tom Henning Øvrebø |

|                             |                      |         |              |                                                                            |
| 24 maart 2007 20:15 (UTC+1) | Kroatië              | 2 – 1   | Macedonië    | Maksimirstadion, Zagreb Toeschouwers: 20.000 Scheidsrechter: Konrad Plautz |
| 24 maart 2007 20:15 (UTC+1) | Srna 58' Eduardo 88' | verslag | Sedloski 36' | Maksimirstadion, Zagreb Toeschouwers: 20.000 Scheidsrechter: Konrad Plautz |

|                             |                                     |         |         |                                                                               |
| 28 maart 2007 20:30 (UTC+3) | Israël                              | 4 – 0   | Estland | Ramat Ganstadion, Ramat-Gan Toeschouwers: 23.658 Scheidsrechter: Cüneyt Çakır |
| 28 maart 2007 20:30 (UTC+3) | Tal 19' Colautti 29' Sahar 77', 80' | verslag |         | Ramat Ganstadion, Ramat-Gan Toeschouwers: 23.658 Scheidsrechter: Cüneyt Çakır |

|                             |         |         |                               |                                                                                              |
| 28 maart 2007 20:00 (UTC+2) | Andorra | 0 – 3   | Engeland                      | Olímpic Lluís Companys, Barcelona (Spanje) Toeschouwers: 12.800 Scheidsrechter: Bruno Paixão |
| 28 maart 2007 20:00 (UTC+2) |         | verslag | Gerrard 54', 76' Nugent 90+2' | Olímpic Lluís Companys, Barcelona (Spanje) Toeschouwers: 12.800 Scheidsrechter: Bruno Paixão |

|                           |         |                    |             |                                                                             |
| 2 juni 2007 21:30 (UTC+3) | Estland | 0 – 1              | Kroatië     | A. Le Coq Arena, Tallinn Toeschouwers: 10.000 Scheidsrechter: Viktor Kassai |
| 2 juni 2007 21:30 (UTC+3) |         | verslag[dode link] | Eduardo 32' | A. Le Coq Arena, Tallinn Toeschouwers: 10.000 Scheidsrechter: Viktor Kassai |

|                           |                                    |         |         |                                                                                |
| 2 juni 2007 19:00 (UTC+4) | Rusland                            | 4 – 0   | Andorra | Petrovski, Sint-Petersburg Toeschouwers: 21.000 Scheidsrechter: Tommy Skjerven |
| 2 juni 2007 19:00 (UTC+4) | Kerzjakov 8', 16', 49' Sytsjov 71' | verslag |         | Petrovski, Sint-Petersburg Toeschouwers: 21.000 Scheidsrechter: Tommy Skjerven |

|                           |             |         |                           |                                                                          |
| 2 juni 2007 19:30 (UTC+2) | Macedonië   | 1 – 2   | Israël                    | Gradskistadion, Skopje Toeschouwers: 15.000 Scheidsrechter: Knut Kircher |
| 2 juni 2007 19:30 (UTC+2) | Stojkov 13' | verslag | Yitzhaki 11' Colautti 44' | Gradskistadion, Skopje Toeschouwers: 15.000 Scheidsrechter: Knut Kircher |

|                           |         |         |                        |                                                                               |
| 6 juni 2007 18:00 (UTC+2) | Andorra | 0 – 2   | Israël                 | Estadi Comunal, Andorra la Vella Toeschouwers: 618 Scheidsrechter: Ian Stokes |
| 6 juni 2007 18:00 (UTC+2) |         | verslag | Tamuz 37' Colautti 53' | Estadi Comunal, Andorra la Vella Toeschouwers: 618 Scheidsrechter: Ian Stokes |

|                           |                    |       |         |                                                                           |
| 6 juni 2007 20:30 (UTC+2) | Kroatië            | 0 – 0 | Rusland | Maksimirstadion, Zagreb Toeschouwers: 38.000 Scheidsrechter: Ľuboš Micheľ |
| 6 juni 2007 20:30 (UTC+2) | verslag[dode link] |       |         | Maksimirstadion, Zagreb Toeschouwers: 38.000 Scheidsrechter: Ľuboš Micheľ |

|                           |         |         |                                 |                                                                                 |
| 6 juni 2007 21:30 (UTC+3) | Estland | 0 – 3   | Engeland                        | A. Le Coq Arena, Tallinn Toeschouwers: 11.000 Scheidsrechter: Grzegorz Gilewski |
| 6 juni 2007 21:30 (UTC+3) |         | verslag | J. Cole 37' Crouch 54' Owen 62' | A. Le Coq Arena, Tallinn Toeschouwers: 11.000 Scheidsrechter: Grzegorz Gilewski |

|                                |                            |         |           |                                                                              |
| 22 augustus 2007 19:00 (UTC+3) | Estland                    | 2 – 1   | Andorra   | A. Le Coq Arena, Tallinn Toeschouwers: 10.000 Scheidsrechter: Adrian McCourt |
| 22 augustus 2007 19:00 (UTC+3) | Piiroja 34' Zelinski 90+2' | verslag | Silva 87' | A. Le Coq Arena, Tallinn Toeschouwers: 10.000 Scheidsrechter: Adrian McCourt |

|                                |                                              |         |           |                                                                                  |
| 8 september 2007 19:00 (UTC+4) | Rusland                                      | 3 – 0   | Macedonië | Lokomotivstadion, Moskou Toeschouwers: 26.000 Scheidsrechter: Tom Henning Øvrebø |
| 8 september 2007 19:00 (UTC+4) | V. Berezoetski 8' Arsjavin 84' Kerzjakov 88' | verslag |           | Lokomotivstadion, Moskou Toeschouwers: 26.000 Scheidsrechter: Tom Henning Øvrebø |

|                                |                                           |         |        |                                                                          |
| 8 september 2007 17:00 (UTC+1) | Engeland                                  | 3 – 0   | Israël | Wembley Stadium, Londen Toeschouwers: 85.372 Scheidsrechter: Pieter Vink |
| 8 september 2007 17:00 (UTC+1) | Wright-Phillips 20' Owen 49' Richards 66' | verslag |        | Wembley Stadium, Londen Toeschouwers: 85.372 Scheidsrechter: Pieter Vink |

|                                |                    |                    |         |                                                                                |
| 8 september 2007 20:30 (UTC+2) | Kroatië            | 2 – 0              | Estland | Maksimirstadion, Zagreb Toeschouwers: 20.000 Scheidsrechter: Jérôme Laperriere |
| 8 september 2007 20:30 (UTC+2) | Eduardo 39', 45+1' | verslag[dode link] |         | Maksimirstadion, Zagreb Toeschouwers: 20.000 Scheidsrechter: Jérôme Laperriere |

|                                 |         |         |                                                               |                                                                                  |
| 12 september 2007 18:00 (UTC+2) | Andorra | 0 – 6   | Kroatië                                                       | Estadi Comunal, Andorra la Vella Toeschouwers: 200 Scheidsrechter: Olivier Thual |
| 12 september 2007 18:00 (UTC+2) |         | verslag | Srna 34' Petrić 38', 44' Kranjčar 49' Eduardo 55' Rakitić 64' | Estadi Comunal, Andorra la Vella Toeschouwers: 200 Scheidsrechter: Olivier Thual |

|                                 |            |         |             |                                                                             |
| 12 september 2007 20:30 (UTC+2) | Macedonië  | 1 – 1   | Estland     | Gradskistadion, Skopje Toeschouwers: 5.000 Scheidsrechter: Leontios Trattou |
| 12 september 2007 20:30 (UTC+2) | Maznov 30' | verslag | Piiroja 17' | Gradskistadion, Skopje Toeschouwers: 5.000 Scheidsrechter: Leontios Trattou |

|                                 |                            |         |         |                                                                             |
| 12 september 2007 20:00 (UTC+1) | Engeland                   | 3 – 0   | Rusland | Wembley Stadium, Londen Toeschouwers: 86.106 Scheidsrechter: Martin Hansson |
| 12 september 2007 20:00 (UTC+1) | Owen 7', 31' Ferdinand 84' | verslag |         | Wembley Stadium, Londen Toeschouwers: 86.106 Scheidsrechter: Martin Hansson |

|                               |                                                 |         |         |                                                                                 |
| 13 oktober 2007 15:00 (UTC+1) | Engeland                                        | 3 – 0   | Estland | Wembley Stadium, Londen Toeschouwers: 86.665 Scheidsrechter: Nicolai Vollquartz |
| 13 oktober 2007 15:00 (UTC+1) | Wright-Phillips 11' Rooney 32' Rähn 33' (o.g.f) | verslag |         | Wembley Stadium, Londen Toeschouwers: 86.665 Scheidsrechter: Nicolai Vollquartz |

|                               |             |         |        |                                                                             |
| 13 oktober 2007 20:15 (UTC+2) | Kroatië     | 1 – 0   | Israël | Maksimirstadion, Zagreb Toeschouwers: 32.000 Scheidsrechter: Wolfgang Stark |
| 13 oktober 2007 20:15 (UTC+2) | Eduardo 52' | verslag |        | Maksimirstadion, Zagreb Toeschouwers: 32.000 Scheidsrechter: Wolfgang Stark |

|                               |                                |         |            |                                                                                                |
| 17 oktober 2007 19:00 (UTC+4) | Rusland                        | 2 – 1   | Engeland   | Olympisch Stadion Loezjniki, Moskou Toeschouwers: 84.700 Scheidsrechter: Luis Medina Cantalejo |
| 17 oktober 2007 19:00 (UTC+4) | Pavljoetsjenko 69' (pen.), 73' | verslag | Rooney 29' | Olympisch Stadion Loezjniki, Moskou Toeschouwers: 84.700 Scheidsrechter: Luis Medina Cantalejo |

|                               |                                      |         |         |                                                                                |
| 17 oktober 2007 20:00 (UTC+2) | Macedonië                            | 3 – 0   | Andorra | Gradskistadion, Skopje Toeschouwers: 20.000 Scheidsrechter: Paulius Malzinskas |
| 17 oktober 2007 20:00 (UTC+2) | Naumoski 30' Sedloski 44' Pandev 59' | verslag |         | Gradskistadion, Skopje Toeschouwers: 20.000 Scheidsrechter: Paulius Malzinskas |

|                                |         |         |                       |                                                                                   |
| 17 november 2007 18:00 (UTC+1) | Andorra | 0 – 2   | Estland               | Estadi Comunal, Andorra la Vella Toeschouwers: 200 Scheidsrechter: William Collum |
| 17 november 2007 18:00 (UTC+1) |         | verslag | Oper 31' Lindpere 60' | Estadi Comunal, Andorra la Vella Toeschouwers: 200 Scheidsrechter: William Collum |

|                                |                       |         |                   |                                                                                 |
| 17 november 2007 20:00 (UTC+2) | Israël                | 2 – 1   | Rusland           | Ramat Ganstadion, Ramat-Gan Toeschouwers: 27.563 Scheidsrechter: Stefano Farina |
| 17 november 2007 20:00 (UTC+2) | Barda 10' Golan 90+2' | verslag | Biljaletdinov 61' | Ramat Ganstadion, Ramat-Gan Toeschouwers: 27.563 Scheidsrechter: Stefano Farina |

|                                |                         |         |         |                                                                                |
| 17 november 2007 20:00 (UTC+1) | Macedonië               | 2 – 0   | Kroatië | Gradskistadion, Skopje Toeschouwers: 18.000 Scheidsrechter: Frank De Bleeckere |
| 17 november 2007 20:00 (UTC+1) | Maznov 71' Naumoski 83' | verslag |         | Gradskistadion, Skopje Toeschouwers: 18.000 Scheidsrechter: Frank De Bleeckere |

|                                |           |         |           |                                                                                 |
| 21 november 2007 19:00 (UTC+2) | Israël    | 1 – 0   | Macedonië | Ramat Ganstadion, Ramat-Gan Toeschouwers: 2.736 Scheidsrechter: Tomasz Mikulski |
| 21 november 2007 19:00 (UTC+2) | Barda 35' | verslag |           | Ramat Ganstadion, Ramat-Gan Toeschouwers: 2.736 Scheidsrechter: Tomasz Mikulski |

|                                |         |         |             |                                                                                |
| 21 november 2007 21:00 (UTC+1) | Andorra | 0 – 1   | Rusland     | Estadi Comunal, Andorra la Vella Toeschouwers: 200 Scheidsrechter: Terje Hauge |
| 21 november 2007 21:00 (UTC+1) |         | verslag | Sytsjov 39' | Estadi Comunal, Andorra la Vella Toeschouwers: 200 Scheidsrechter: Terje Hauge |

|                                |                               |         |                                 |                                                                               |
| 21 november 2007 20:00 (UTC+0) | Engeland                      | 2 – 3   | Kroatië                         | Wembley Stadium, Londen Toeschouwers: 88.091 Scheidsrechter: Peter Fröjdfeldt |
| 21 november 2007 20:00 (UTC+0) | Lampard 56' (pen.) Crouch 65' | verslag | Kranjčar 8' Olić 14' Petrić 77' | Wembley Stadium, Londen Toeschouwers: 88.091 Scheidsrechter: Peter Fröjdfeldt |

### Groep F
Na het WK in Duitsland, waar Spanje aantrekkelijk voetbal liet zien, maar al snel werd uitgeschakeld door Frankrijk in de achtste finales baarde coach Luis Aragones opzien door definitief niet meer de 102-voudig international, topscorer en sterspeler van Real Madrid Raúl te selecteren na een met 3-2 verloren wedstrijd tegen Noord-Ierland. Hij koos definitief voor het nog jonge aanvalsduo Fernando Torres/ David Villa en de pers eiste het ontslag van Aragones. Aragones diende ook daadwerkelijk zijn ontslag in, maar trok het daarna weer terug. Uiteindelijk zou hij blijven tot het EK van 2008 ondanks een nieuwe nederlaag tegen Zweden. Spanje moest in de achtervolging, won de volgende wedstrijden tegen Denemarken en IJsland met moeite, maar ging daarna steeds beter spelen. Met uitzondering van een gelijkspel tegen IJsland werden alle wedstrijden gewonnen en na een 3-0 overwinning op Zweden haalde Spanje op de voorlaatste speeldag de eindronde. De ploeg had goede hoop eindelijk weer succes te hebben op een groot landentoernooi, het sterkste gedeelte van het team was het middenveld waar de twee FC Barcelona- spelers Andrés Iniesta en Xavi de scepter zwaaiden. Ook met de sterkhouders van Real Madrid doelman Iker Casillas en middenvelder Xabi Alonso moest eindelijk kans op succes zijn, mits van de spelers van deze twee grote clubs een eenheid gemaakt zou worden.
Noord-Ierland was van de zeven deelnemers in deze groep als zesde geplaatst, had al weinig gepresteerd sinds de jaren tachtig en begon de cyclus weinig bemoedigend met een 0-3 thuisnederlaag tegen IJsland. Een paar dagen later hervond de ploeg zich en won het van het veel sterker geachte Spanje met 3-2, de voor Leeds United uitkomende David Healy scoorde drie maal. Noord-Ierland had de smaak te pakken en haalde de volgende wedstrijden drie overwinningen en een gelijkspel in Denemarken. De belangrijkste overwinning was een 2-1 zege op koploper Zweden, opnieuw was Healy de grote held met twee doelpunten. Aan het einde van het voetbalseizoen 2006/2007 was Zweden koploper met achttien punten uit zeven wedstrijden, Spanje volgde met drie punten achterstand en Noord-Ierland had twee punten minder dan Spanje, maar een wedstrijd minder gespeeld. In de maand september verloor Noord-Ierland twee maal van een laagvlieger, 1-0 van Letland en 2-1 van IJsland. Beide wedstrijden werden beslist door eigen doelpunten en kansen op een eerste EK-deelname werden gereduceerd.
Denemarken moest in juni 2007 de thuiswedstrijd van Zweden winnen om aansluiting te vinden bij de andere drie kanshebbers. Denemarken stond al na 26 minuten met 0-3 achter, knokte zich terug in de wedstrijd en in de 76e minuut scoorde Leon Andreasen de gelijkmaker. In de 89e minuut kreeg Christian Poulsen een rode kaart van scheidsrechter Herbert Fandel en een strafschop toewees aan Zweden, waarna een dronken Deense supporter het veld bestormde en de scheidsrechter belaagde, de wedstrijd werd gestaakt. De UEFA zette de wedstrijd om in een reglementaire 0-3 nederlaag, Denemarken moest in de achtervolging om alsnog het EK te halen en na een 1-3 nederlaag tegen Spanje en een 2-1 nederlaag tegen Noord-Ierland was de ploeg uitgeschakeld.
Zoals de laatste jaren gebruikelijk was Zweden constant in kwalificatie-toernooien en stond het hele toernooi bovenaan en had na negen wedstrijden zes punten voorsprong op Noord-Ierland. Zweden had zich al snel kunnen kwalificeren in een directe confrontatie met Noord-Ierland, maar het kwam niet verder dan een 1-1 gelijkspel. Na een 3-0 nederlaag van Zweden tegen Spanje en een overwinning van Noord-Ierland op Denemarken moest Zweden minstens gelijk spelen tegen Letland om het EK-ticket veilig te stellen. In de 57e minuut scoorde Kim Källström het winnende doelpunt en Zweden plaatste zich voor de vijfde achtereenvolgende keer voor een groot internationaal toernooi. De grote vedette van Zweden Zlatan Ibrahimovic speelde slechts een beperkte rol in de behaalde kwalificatie, hij speelde door een blessure maar zeven van de twaalf wedstrijden mee en scoorde geen enkel doelpunt. Noord-Ierland haalde het uiteindelijk niet, het verloor van de "sterke" landen alleen de laatste wedstrijd tegen Spanje maar verloor drie keer van de "zwakke landen". Een schrale troost was dat David Healy topscorer werd van alle kwalificatie-groepen, hij scoorde dertien keer in elf wedstrijden.
| Land          | Wed | Win | Gel | Ver | DV | DT | +/− | Pnt  |
| ------------- | --- | --- | --- | --- | -- | -- | --- | ---- |
| Spanje        | 12  | 9   | 1   | 2   | 23 | 8  | +15 | 28   |
| Zweden        | 12  | 8   | 2   | 2   | 23 | 9  | +14 | 26   |
| Noord-Ierland | 12  | 7   | 2   | 4   | 17 | 14 | +3  | 20   |
| Denemarken    | 12  | 6   | 2   | 4   | 21 | 11 | +10 | 20   |
| Letland---    | 12  | 4   | 0   | 8   | 15 | 17 | –2  | 12 , |
| IJsland       | 12  | 2   | 2   | 8   | 10 | 27 | –17 | 8    |
| Liechtenstein | 12  | 2   | 1   | 9   | 9  | 32 | –23 | 7    |

|                                |               |         |                                                |                                                                           |
| 2 september 2006 15:00 (UTC+1) | Noord-Ierland | 0 – 3   | IJsland                                        | Windsor Park, Belfast Toeschouwers: 14.500 Scheidsrechter: Tommy Skjerven |
| 2 september 2006 15:00 (UTC+1) |               | verslag | Þorvaldsson 13' Hreiðarsson 20' Guðjohnsen 37' | Windsor Park, Belfast Toeschouwers: 14.500 Scheidsrechter: Tommy Skjerven |

|                                |         |         |               |                                                                       |
| 2 september 2006 20:00 (UTC+3) | Letland | 0 – 1   | Zweden        | Skontostadion, Riga Toeschouwers: 7.500 Scheidsrechter: Darko Ceferin |
| 2 september 2006 20:00 (UTC+3) |         | verslag | Källström 38' | Skontostadion, Riga Toeschouwers: 7.500 Scheidsrechter: Darko Ceferin |

|                                |                                         |         |               |                                                                                       |
| 2 september 2006 22:00 (UTC+2) | Spanje                                  | 4 – 0   | Liechtenstein | Estadio Nuevo Vivero, Badajoz Toeschouwers: 14.876 Scheidsrechter: Ljubomir Krstevski |
| 2 september 2006 22:00 (UTC+2) | Torres 20' Villa 45', 62' L. García 66' | verslag |               | Estadio Nuevo Vivero, Badajoz Toeschouwers: 14.876 Scheidsrechter: Ljubomir Krstevski |

|                                |                               |         |               |                                                                         |
| 6 september 2006 19:30 (UTC+2) | Zweden                        | 3 – 1   | Liechtenstein | Ullevi, Gotenburg Toeschouwers: 17.735 Scheidsrechter: Veaceslav Banari |
| 6 september 2006 19:30 (UTC+2) | Allbäck 2', 69' Rosenberg 89' | verslag | M. Frick 27'  | Ullevi, Gotenburg Toeschouwers: 17.735 Scheidsrechter: Veaceslav Banari |

|                                |         |         |                           |                                                                                 |
| 6 september 2006 18:05 (UTC+0) | IJsland | 0 – 2   | Denemarken                | Laugardalsvöllur, Reykjavik Toeschouwers: 10.007 Scheidsrechter: Nikolai Ivanov |
| 6 september 2006 18:05 (UTC+0) |         | verslag | Rommedahl 5' Tomasson 33' | Laugardalsvöllur, Reykjavik Toeschouwers: 10.007 Scheidsrechter: Nikolai Ivanov |

|                                |                     |         |                    |                                                                               |
| 6 september 2006 20:15 (UTC+1) | Noord-Ierland       | 3 – 2   | Spanje             | Windsor Park, Belfast Toeschouwers: 14.500 Scheidsrechter: Frank De Bleeckere |
| 6 september 2006 20:15 (UTC+1) | Healy 20', 65', 80' | verslag | Xavi 14' Villa 52' | Windsor Park, Belfast Toeschouwers: 14.500 Scheidsrechter: Frank De Bleeckere |

|                              |            |       |               |                                                                       |
| 7 oktober 2006 20:00 (UTC+2) | Denemarken | 0 – 0 | Noord-Ierland | Parken, Kopenhagen Toeschouwers: 41.482 Scheidsrechter: Konrad Plautz |
| 7 oktober 2006 20:00 (UTC+2) | verslag    |       |               | Parken, Kopenhagen Toeschouwers: 41.482 Scheidsrechter: Konrad Plautz |

|                              |                                                  |         |         |                                                                    |
| 7 oktober 2006 21:00 (UTC+3) | Letland                                          | 4 – 0   | IJsland | Skontostadion, Riga Toeschouwers: 7.500 Scheidsrechter: Alan Kelly |
| 7 oktober 2006 21:00 (UTC+3) | Karlsons 14' Verpakovskis 15', 25' Višņakovs 52' | verslag |         | Skontostadion, Riga Toeschouwers: 7.500 Scheidsrechter: Alan Kelly |

|                              |                          |         |        |                                                                          |
| 7 oktober 2006 20:00 (UTC+2) | Zweden                   | 2 – 0   | Spanje | Råsundastadion, Solna Toeschouwers: 33.056 Scheidsrechter: Steve Bennett |
| 7 oktober 2006 20:00 (UTC+2) | Elmander 10' Allbäck 82' | verslag |        | Råsundastadion, Solna Toeschouwers: 33.056 Scheidsrechter: Steve Bennett |

|                               |              |         |                              |                                                                                    |
| 11 oktober 2006 18:05 (UTC+0) | IJsland      | 1 – 2   | Zweden                       | Laugardalsvöllur, Reykjavik Toeschouwers: 10.000 Scheidsrechter: Grzegorz Gilewski |
| 11 oktober 2006 18:05 (UTC+0) | Viðarsson 6' | verslag | Källström 8' Wilhelmsson 59' | Laugardalsvöllur, Reykjavik Toeschouwers: 10.000 Scheidsrechter: Grzegorz Gilewski |

|                               |               |         |                                               |                                                                    |
| 11 oktober 2006 20:15 (UTC+2) | Liechtenstein | 0 – 4   | Denemarken                                    | Rheinpark, Vaduz Toeschouwers: 2.400 Scheidsrechter: Ceri Richards |
| 11 oktober 2006 20:15 (UTC+2) |               | verslag | D. Jensen 29' Gravgaard 32' Tomasson 51', 64' | Rheinpark, Vaduz Toeschouwers: 2.400 Scheidsrechter: Ceri Richards |

|                               |               |         |         |                                                                             |
| 11 oktober 2006 20:00 (UTC+1) | Noord-Ierland | 1 – 0   | Letland | Windsor Park, Belfast Toeschouwers: 14.500 Scheidsrechter: Helmut Fleischer |
| 11 oktober 2006 20:00 (UTC+1) | Healy 35'     | verslag |         | Windsor Park, Belfast Toeschouwers: 14.500 Scheidsrechter: Helmut Fleischer |

|                             |                 |         |                                  |                                                                    |
| 24 maart 2007 20:15 (UTC+1) | Liechtenstein   | 1 – 4   | Noord-Ierland                    | Rheinpark, Vaduz Toeschouwers: 4.340 Scheidsrechter: Oleh Oriekhov |
| 24 maart 2007 20:15 (UTC+1) | Burgmeier 90+1' | verslag | Healy 52', 75', 83' McCann 90+2' | Rheinpark, Vaduz Toeschouwers: 4.340 Scheidsrechter: Oleh Oriekhov |

|                             |                           |         |               |                                                                                        |
| 24 maart 2007 22:00 (UTC+1) | Spanje                    | 2 – 1   | Denemarken    | Estadio Santiago Bernabéu, Madrid Toeschouwers: 75.000 Scheidsrechter: Massimo Busacca |
| 24 maart 2007 22:00 (UTC+1) | Morientes 34' Villa 45+1' | verslag | Gravgaard 49' | Estadio Santiago Bernabéu, Madrid Toeschouwers: 75.000 Scheidsrechter: Massimo Busacca |

|                             |               |         |         |                                                                     |
| 28 maart 2007 19:30 (UTC+2) | Liechtenstein | 1 – 0   | Letland | Rheinpark, Vaduz Toeschouwers: 1.680 Scheidsrechter: Serge Gumienny |
| 28 maart 2007 19:30 (UTC+2) | M. Frick 17'  | verslag |         | Rheinpark, Vaduz Toeschouwers: 1.680 Scheidsrechter: Serge Gumienny |

|                             |                |         |              |                                                                           |
| 28 maart 2007 19:45 (UTC+1) | Noord-Ierland  | 2 – 1   | Zweden       | Windsor Park, Belfast Toeschouwers: 14.500 Scheidsrechter: Eric Braamhaar |
| 28 maart 2007 19:45 (UTC+1) | Healy 31', 58' | verslag | Elmander 26' | Windsor Park, Belfast Toeschouwers: 14.500 Scheidsrechter: Eric Braamhaar |

|                             |             |         |         |                                                                                    |
| 28 maart 2007 22:00 (UTC+2) | Spanje      | 1 – 0   | IJsland | ONO Estadi, Palma de Mallorca Toeschouwers: 20.000 Scheidsrechter: Laurent Duhamel |
| 28 maart 2007 22:00 (UTC+2) | Iniesta 80' | verslag |         | ONO Estadi, Palma de Mallorca Toeschouwers: 20.000 Scheidsrechter: Laurent Duhamel |

|                           |                   |         |               |                                                                             |
| 2 juni 2007 16:00 (UTC+0) | IJsland           | 1 – 1   | Liechtenstein | Laugardalsvöllur, Reykjavik Toeschouwers: 5.139 Scheidsrechter: Sten Kaldma |
| 2 juni 2007 16:00 (UTC+0) | B. Gunnarsson 27' | verslag | Rohrer 69'    | Laugardalsvöllur, Reykjavik Toeschouwers: 5.139 Scheidsrechter: Sten Kaldma |

|                           |                                      |                    |                              |                                                                        |
| 2 juni 2007 20:00 (UTC+2) | Denemarken                           | 0 – 3 Reglementair | Zweden                       | Parken, Kopenhagen Toeschouwers: 42.083 Scheidsrechter: Herbert Fandel |
| 2 juni 2007 20:00 (UTC+2) | Agger 34' Tomasson 62' Andreasen 75' | verslag            | Elmander 7', 26' Hansson 23' | Parken, Kopenhagen Toeschouwers: 42.083 Scheidsrechter: Herbert Fandel |

|                           |         |         |                                  |                                                                        |
| 2 juni 2007 21:30 (UTC+3) | Letland | 0 – 2   | Spanje                           | Skontostadion, Riga Toeschouwers: 10.000 Scheidsrechter: Craig Thomson |
| 2 juni 2007 21:30 (UTC+3) |         | verslag | Zakreševskis 45' (e.d.) Xavi 60' | Skontostadion, Riga Toeschouwers: 10.000 Scheidsrechter: Craig Thomson |

|                           |                                                             |         |         |                                                                        |
| 6 juni 2007 20:15 (UTC+2) | Zweden                                                      | 5 – 0   | IJsland | Råsundastadion, Solna Toeschouwers: 33.338 Scheidsrechter: Alain Hamer |
| 6 juni 2007 20:15 (UTC+2) | Allbäck 11', 51' A. Svensson 42' Mellberg 45' Rosenberg 50' | verslag |         | Råsundastadion, Solna Toeschouwers: 33.338 Scheidsrechter: Alain Hamer |

|                           |               |         |               |                                                                     |
| 6 juni 2007 20:30 (UTC+2) | Liechtenstein | 0 – 2   | Spanje        | Rheinpark, Vaduz Toeschouwers: 5.739 Scheidsrechter: Nikolai Ivanov |
| 6 juni 2007 20:30 (UTC+2) |               | verslag | Villa 8', 14' | Rheinpark, Vaduz Toeschouwers: 5.739 Scheidsrechter: Nikolai Ivanov |

|                           |         |         |                    |                                                                          |
| 6 juni 2007 21:30 (UTC+3) | Letland | 0 – 2   | Denemarken         | Skontostadion, Riga Toeschouwers: 7.500 Scheidsrechter: Matteo Trefoloni |
| 6 juni 2007 21:30 (UTC+3) |         | verslag | Rommedahl 15', 17' | Skontostadion, Riga Toeschouwers: 7.500 Scheidsrechter: Matteo Trefoloni |

|                                |                            |         |               |                                                                          |
| 22 augustus 2007 19:45 (UTC+1) | Noord-Ierland              | 3 – 1   | Liechtenstein | Windsor Park, Belfast Toeschouwers: 14.500 Scheidsrechter: Radek Matějek |
| 22 augustus 2007 19:45 (UTC+1) | Healy 5', 35' Lafferty 56' | verslag | M. Frick 89'  | Windsor Park, Belfast Toeschouwers: 14.500 Scheidsrechter: Radek Matějek |

|                                |                  |         |               |                                                                       |
| 8 september 2007 19:15 (UTC+3) | Letland          | 1 – 0   | Noord-Ierland | Skontostadion, Riga Toeschouwers: 7.500 Scheidsrechter: Pedro Proença |
| 8 september 2007 19:15 (UTC+3) | Baird 56' (e.d.) | verslag |               | Skontostadion, Riga Toeschouwers: 7.500 Scheidsrechter: Pedro Proença |

|                                |         |       |            |                                                                               |
| 8 september 2007 20:30 (UTC+2) | Zweden  | 0 – 0 | Denemarken | Råsundastadion, Solna Toeschouwers: 33.082 Scheidsrechter: Frank De Bleeckere |
| 8 september 2007 20:30 (UTC+2) | verslag |       |            | Råsundastadion, Solna Toeschouwers: 33.082 Scheidsrechter: Frank De Bleeckere |

|                                |                  |         |             |                                                                                |
| 8 september 2007 20:00 (UTC+0) | IJsland          | 1 – 1   | Spanje      | Laugardalsvöllur, Reykjavik Toeschouwers: 7.000 Scheidsrechter: Wolfgang Stark |
| 8 september 2007 20:00 (UTC+0) | Hallfreðsson 40' | verslag | Iniesta 86' | Laugardalsvöllur, Reykjavik Toeschouwers: 7.000 Scheidsrechter: Wolfgang Stark |

|                                 |                                                |         |               |                                                                         |
| 12 september 2007 20:00 (UTC+2) | Denemarken                                     | 4 – 0   | Liechtenstein | NRGi Park, Aarhus Toeschouwers: 20.005 Scheidsrechter: Mark Clattenburg |
| 12 september 2007 20:00 (UTC+2) | Nordstrand 3', 36' M. Laursen 12' Tomasson 18' | verslag |               | NRGi Park, Aarhus Toeschouwers: 20.005 Scheidsrechter: Mark Clattenburg |

|                                 |                                     |         |                  |                                                                               |
| 12 september 2007 18:05 (UTC+0) | IJsland                             | 2 – 1   | Noord-Ierland    | Laugardalsvöllur, Reykjavík Toeschouwers: 2.500 Scheidsrechter: Yuri Baskakov |
| 12 september 2007 18:05 (UTC+0) | Björnsson 6' Gillespie 90+1' (e.d.) | verslag | Healy 72' (pen.) | Laugardalsvöllur, Reykjavík Toeschouwers: 2.500 Scheidsrechter: Yuri Baskakov |

|                                 |                     |         |         |                                                                                 |
| 12 september 2007 22:00 (UTC+2) | Spanje              | 2 – 0   | Letland | Estadio Carlos Tartiere, Oviedo Toeschouwers: 25.000 Scheidsrechter: Alon Yefet |
| 12 september 2007 22:00 (UTC+2) | Xavi 13' Torres 86' | verslag |         | Estadio Carlos Tartiere, Oviedo Toeschouwers: 25.000 Scheidsrechter: Alon Yefet |

|                               |                    |         |                                             |                                                                           |
| 13 oktober 2007 16:00 (UTC+0) | IJsland            | 2 – 4   | Letland                                     | Laugardalsvöllur, Reykjavik Toeschouwers: 5.865 Scheidsrechter: Mike Dean |
| 13 oktober 2007 16:00 (UTC+0) | Guðjohnsen 4', 52' | verslag | Kļava 27' Laizāns 31' Verpakovskis 37', 46' | Laugardalsvöllur, Reykjavik Toeschouwers: 5.865 Scheidsrechter: Mike Dean |

|                               |               |         |                                               |                                                                      |
| 13 oktober 2007 19:00 (UTC+2) | Liechtenstein | 0 – 3   | Zweden                                        | Rheinpark, Vaduz Toeschouwers: 4.131 Scheidsrechter: Paolo Dondarini |
| 13 oktober 2007 19:00 (UTC+2) |               | verslag | Ljungberg 19' Wilhelmsson 29' A. Svensson 56' | Rheinpark, Vaduz Toeschouwers: 4.131 Scheidsrechter: Paolo Dondarini |

|                               |              |         |                                |                                                                     |
| 13 oktober 2007 20:00 (UTC+2) | Denemarken   | 1 – 3   | Spanje                         | NRGi Park, Aarhus Toeschouwers: 19.849 Scheidsrechter: Ľuboš Micheľ |
| 13 oktober 2007 20:00 (UTC+2) | Tomasson 87' | verslag | Tamudo 14' Ramos 40' Riera 89' | NRGi Park, Aarhus Toeschouwers: 19.849 Scheidsrechter: Ľuboš Micheľ |

|                               |                                                 |         |            |                                                                      |
| 17 oktober 2007 20:00 (UTC+2) | Denemarken                                      | 3 – 1   | Letland    | Parken, Kopenhagen Toeschouwers: 19.004 Scheidsrechter: Cüneyt Çakır |
| 17 oktober 2007 20:00 (UTC+2) | Tomasson 7' (pen.) U. Laursen 27' Rommedahl 90' | verslag | Gorkšs 80' | Parken, Kopenhagen Toeschouwers: 19.004 Scheidsrechter: Cüneyt Çakır |

|                               |                         |         |         |                                                                            |
| 17 oktober 2007 20:00 (UTC+2) | Liechtenstein           | 3 – 0   | IJsland | Rheinpark, Vaduz Toeschouwers: 2.589 Scheidsrechter: Christoforos Zografos |
| 17 oktober 2007 20:00 (UTC+2) | Frick 28' Beck 80', 82' | verslag |         | Rheinpark, Vaduz Toeschouwers: 2.589 Scheidsrechter: Christoforos Zografos |

|                               |              |         |               |                                                                           |
| 17 oktober 2007 20:30 (UTC+2) | Zweden       | 1 – 1   | Noord-Ierland | Råsundastadion, Solna Toeschouwers: 33.112 Scheidsrechter: Bertrand Layec |
| 17 oktober 2007 20:30 (UTC+2) | Mellberg 15' | verslag | Lafferty 72'  | Råsundastadion, Solna Toeschouwers: 33.112 Scheidsrechter: Bertrand Layec |

|                                |                                                         |         |                   |                                                                           |
| 17 november 2007 18:00 (UTC+2) | Letland                                                 | 4 – 1   | Liechtenstein     | Skontostadion, Riga Toeschouwers: 4.800 Scheidsrechter: Svein Oddvar Moen |
| 17 november 2007 18:00 (UTC+2) | Karlsons 14' Verpakovskis 30' Laizāns 63' Višņakovs 87' | verslag | Zirnis 13' (e.d.) | Skontostadion, Riga Toeschouwers: 4.800 Scheidsrechter: Svein Oddvar Moen |

|                                |                      |         |              |                                                                        |
| 17 november 2007 19:45 (UTC+0) | Noord-Ierland        | 2 – 1   | Denemarken   | Windsor Park, Belfast Toeschouwers: 14.500 Scheidsrechter: Pieter Vink |
| 17 november 2007 19:45 (UTC+0) | Feeney 62' Healy 80' | verslag | Bendtner 51' | Windsor Park, Belfast Toeschouwers: 14.500 Scheidsrechter: Pieter Vink |

|                                |                                     |         |        |                                                                                        |
| 17 november 2007 22:00 (UTC+1) | Spanje                              | 3 – 0   | Zweden | Estadio Santiago Bernabéu, Madrid Toeschouwers: 75.000 Scheidsrechter: Roberto Rosetti |
| 17 november 2007 22:00 (UTC+1) | Capdevila 14' Iniesta 39' Ramos 65' | verslag |        | Estadio Santiago Bernabéu, Madrid Toeschouwers: 75.000 Scheidsrechter: Roberto Rosetti |

|                                |                                          |         |         |                                                                              |
| 21 november 2007 20:00 (UTC+1) | Denemarken                               | 3 – 0   | IJsland | Parken, Kopenhagen Toeschouwers: 15.393 Scheidsrechter: Olegário Benquerença |
| 21 november 2007 20:00 (UTC+1) | Bendtner 34' Tomasson 44' Kahlenberg 59' | verslag |         | Parken, Kopenhagen Toeschouwers: 15.393 Scheidsrechter: Olegário Benquerença |

|                                |          |         |               |                                                                                         |
| 21 november 2007 19:00 (UTC+0) | Spanje   | 1 – 0   | Noord-Ierland | Estadio de Gran Canaria, Las Palmas Toeschouwers: 30.000 Scheidsrechter: Herbert Fandel |
| 21 november 2007 19:00 (UTC+0) | Xavi 52' | verslag |               | Estadio de Gran Canaria, Las Palmas Toeschouwers: 30.000 Scheidsrechter: Herbert Fandel |

|                                |                          |         |             |                                                                           |
| 21 november 2007 20:00 (UTC+1) | Zweden                   | 2 – 1   | Letland     | Råsundastadion, Solna Toeschouwers: 26.128 Scheidsrechter: Wolfgang Stark |
| 21 november 2007 20:00 (UTC+1) | Allbäck 1' Källström 57' | verslag | Laizāns 26' | Råsundastadion, Solna Toeschouwers: 26.128 Scheidsrechter: Wolfgang Stark |

### Groep G
Nederland had gunstig geloot voor de EK-kwalificatie met liefst vijf Oost-Europese tegenstanders, waarvan geen van allen zich hadden geplaatst voor het pas gespeelde WK, echter het WK had zijn sporen voor het team van Marco van Basten achtergelaten. Nederland werd uitgeschakeld in de achtste finales tegen Portugal, de wedstrijd ontaarde in een waar kaartenfestival. De verstandhouding tussen van Basten en Ruud van Nistelrooy en Mark van Bommel was gespannen en van Basten roepte ze niet op voor de eerstvolgende vriendschappelijke wedstrijd tegen Ierland. De debuterende spits Klaas Jan Huntelaar scoorde drie maal tegen Ierland(0-4). Ruud van Nistelrooy rekende in een interview af met van Basten aangezien er volgens hem een sfeer van "ik mag je" heerste rond het Nederlands elftal.
In de eerste wedstrijd had Nederland al problemen met Luxemburg, dat al vanaf 1995 alle EK-of WK-wedstrijden had verloren. Nederland scoorde éénmaal door een frommeldoelpunt van Joris Mathijsen, de Luxemburgse spits Aurélien Joachim mocht twee keer aanleggen voor een doelpunt,
tijdrekken door doelman Edwin van der Sar was noodzakelijk de zege binnen te slepen. Van Basten baarde opzien door Mark van Bommel weer op te roepen voor het Nederlands Elftal in verband met een blessure van Rafael van der Vaart, van Nistelooij werd daarna ook weer opgeroepen als vervanger van de geblesseerde Huntelaar. Beide spelers bedankten echter voor de wedstrijden, van Bommel verklaarde zelfs nooit meer voor het Nederlands Elftal te willen spelen zolang van Basten bondscoach was. Tegen Bulgarije, dat gecoacht werd door legende Christo Stoitsjkov kwam Nederland snel op achterstand door een doelpunt van Martin Petrov. Nederland creëerde veel kansen, de als centrumspits fungerende Robin van Persie (hij vervulde de positie na het uitvallen van Dirk Kuijt) was de gevaarlijkste man, een doelpunt werd discutabel afgekeurd, hij schoot op de lat en scoorde uiteindelijk de gelijkmaker.
Nederland, dat inmiddels Clarence Seedorf weer had opgeroepen in het Nederlands elftal, maar alleen zou invallen, speelde in maart 2007 nog twee moeizame interlands: tegen de voornaamste concurrent Roemenië kwam men niet verder dan een doelpuntloos gelijkspel, een wedstrijd waarin het Nederlands Elftal geen kans wist te creëren. Tegen Slovenië, (waar Ibrahim Afellay zijn debuut maakte) scoorde Giovanni van Bronkhorst vijf minuten voor tijd het enige doelpunt van afstand. Na een teleurstellend gelijkspel tegen Albanië nam Stoitsjkov ontslag bij Bulgarije. De strijd in deze groep zou zich beperken tot drie kanshebbers, aan het einde van het seizoen 2006/2007 leidde Roemenië met zeventien punten uit zeven wedstrijden, Bulgarije had vijftien en Nederland veertien punten, maar wel een wedstrijd minder gespeeld.
Van Basten had succes op het diplomatieke vlak, Ruud van Nostelrooy stelde zich weer beschikbaar voor het Nederlands elftal. In een confrontatie tegen concurrent Bulgarije maakte de kersverse Real Madrid-speler Wesley Sneijder de openingstreffer, waarna Ruud van Nistelrooy zijn comeback verzilverde met een tweede doelpunt. Een paar dagen later had Nederland het moeilijk met Albanië en had vooral geluk dat een eigen doelpunt van Mario Melchiot werd afgekeurd, uitblinker bij Nederland was doelman Edwin van der Sar. Na een rode kaart van de Albanezen verzilverde Ruud van Nistelrooy in blessure-tijd een van de weinige kansen van de Nederlanders. In de wedstrijd om de koppositie in de groep verloor Nederland met 1-0 van Roemenië, Nederland kwam niet verder dan een schot op de paal van Wilfred Bouma in de slotfase. In de volgende ronde kwam Bulgarije niet verder dan een 1-1 gelijkspel tegen Albanië, waardoor Roemenië zich plaatste voor het EK.
Nederland had op de voorlaatste speeldag vier punten voorsprong op Bulgarije, Bulgarije behield zijn theoretische kans op deelname door met 1-0 van Roemenië te winnen. In de Kuip kon Nederland op eigen kracht kwalificatie afdwingen, Danny Koevermans speelde voor de eerste keer in de basis en hij scoorde in de eerste helft het enige doelpunt. Nederland had het net als meer dan een jaar geleden moeilijk tegen dwerg Luxemburg en kwam in de slotfase een paar keer goed weg. Zonder te imponeren had Nederland zich geplaatst voor het EK en eindigde de cyclus in "stijl" met een 2-1 nederlaag tegen Wit-Rusland. Van alle geplaatste landen had Nederland de minste doelpunten gescoord, vijftien.
| Land        | Wed | Win | Gel | Ver | DV | DT | +/− | Pnt |
| ----------- | --- | --- | --- | --- | -- | -- | --- | --- |
| Roemenië    | 12  | 9   | 2   | 1   | 26 | 7  | +19 | 29  |
| Nederland   | 12  | 8   | 2   | 2   | 15 | 5  | +10 | 26  |
| Bulgarije   | 12  | 7   | 4   | 1   | 18 | 7  | +11 | 25  |
| Wit-Rusland | 12  | 4   | 1   | 7   | 17 | 23 | –6  | 13  |
| Albanië     | 12  | 2   | 5   | 5   | 12 | 18 | –6  | 11  |
| Slovenië    | 12  | 3   | 2   | 7   | 9  | 16 | –7  | 11  |
| Luxemburg   | 12  | 1   | 0   | 11  | 2  | 23 | –21 | 3   |

|                                |                             |         |                          |                                                                       |
| 2 september 2006 19:00 (UTC+3) | Wit-Rusland                 | 2 – 2   | Albanië                  | Dinamostadion, Minsk Toeschouwers: 23.000 Scheidsrechter: Tony Asumaa |
| 2 september 2006 19:00 (UTC+3) | Kalachev 2' Romaschenko 24' | verslag | Skela 7' (pen.) Hasi 86' | Dinamostadion, Minsk Toeschouwers: 23.000 Scheidsrechter: Tony Asumaa |

|                                |                     |         |                    |                                                                                |
| 2 september 2006 21:00 (UTC+3) | Roemenië            | 2 – 2   | Bulgarije          | Stadionul Farul, Constanța Toeschouwers: 15.000 Scheidsrechter: Stefano Farina |
| 2 september 2006 21:00 (UTC+3) | Roşu 40' Marica 54' | verslag | M. Petrov 82', 84' | Stadionul Farul, Constanța Toeschouwers: 15.000 Scheidsrechter: Stefano Farina |

|                                |           |         |               |                                                                                 |
| 2 september 2006 20:30 (UTC+2) | Luxemburg | 0 – 1   | Nederland     | Stade Josy Barthel, Luxemburg Toeschouwers: 8.000 Scheidsrechter: João Ferreira |
| 2 september 2006 20:30 (UTC+2) |           | verslag | Mathijsen 26' | Stade Josy Barthel, Luxemburg Toeschouwers: 8.000 Scheidsrechter: João Ferreira |

|                                |                                         |         |          |                                                                                            |
| 6 september 2006 20:00 (UTC+3) | Bulgarije                               | 3 – 0   | Slovenië | Vasil Levski Nationaal Stadion, Sofia Toeschouwers: 16.000 Scheidsrechter: Claus Bo Larsen |
| 6 september 2006 20:00 (UTC+3) | Bojinov 58' M. Petrov 70' Telkijski 79' | verslag |          | Vasil Levski Nationaal Stadion, Sofia Toeschouwers: 16.000 Scheidsrechter: Claus Bo Larsen |

|                                |         |         |                          |                                                                                      |
| 6 september 2006 20:00 (UTC+2) | Albanië | 0 – 2   | Roemenië                 | Qemal Stafastadion, Tirana Toeschouwers: 10.000 Scheidsrechter: Olegário Benquerença |
| 6 september 2006 20:00 (UTC+2) |         | verslag | Dică 65' Mutu 75' (pen.) | Qemal Stafastadion, Tirana Toeschouwers: 10.000 Scheidsrechter: Olegário Benquerença |

|                                |                                |         |             |                                                                             |
| 6 september 2006 20:30 (UTC+2) | Nederland                      | 3 – 0   | Wit-Rusland | Philips Stadion, Eindhoven Toeschouwers: 35.000 Scheidsrechter: Howard Webb |
| 6 september 2006 20:30 (UTC+2) | Van Persie 33', 78' Kuyt 90+2' | verslag |             | Philips Stadion, Eindhoven Toeschouwers: 35.000 Scheidsrechter: Howard Webb |

|                              |                              |         |                |                                                                                           |
| 7 oktober 2006 20:15 (UTC+3) | Roemenië                     | 3 – 1   | Wit-Rusland    | Stadionul Steaua, Boekarest Toeschouwers: 12.000 Scheidsrechter: Alberto Undiano Mallenco |
| 7 oktober 2006 20:15 (UTC+3) | Mutu 7' Marica 10' Goian 76' | verslag | Kornilenko 20' | Stadionul Steaua, Boekarest Toeschouwers: 12.000 Scheidsrechter: Alberto Undiano Mallenco |

|                              |               |         |                |                                                                                               |
| 7 oktober 2006 21:00 (UTC+3) | Bulgarije     | 1 – 1   | Nederland      | Vasil Levski Nationaal Stadion, Sofia Toeschouwers: 40.547 Scheidsrechter: Tom Henning Øvrebø |
| 7 oktober 2006 21:00 (UTC+3) | M. Petrov 12' | verslag | Van Persie 62' | Vasil Levski Nationaal Stadion, Sofia Toeschouwers: 40.547 Scheidsrechter: Tom Henning Øvrebø |

|                              |                         |         |           |                                                                        |
| 7 oktober 2006 20:45 (UTC+2) | Slovenië                | 2 – 0   | Luxemburg | Arena Petrol, Celje Toeschouwers: 3.500 Scheidsrechter: Panicos Kailis |
| 7 oktober 2006 20:45 (UTC+2) | Novaković 30' Koren 44' | verslag |           | Arena Petrol, Celje Toeschouwers: 3.500 Scheidsrechter: Panicos Kailis |

|                               |                                           |         |                      |                                                                         |
| 11 oktober 2006 18:00 (UTC+3) | Wit-Rusland                               | 4 – 2   | Slovenië             | Dinamostadion, Minsk Toeschouwers: 23.000 Scheidsrechter: Viktor Kassai |
| 11 oktober 2006 18:00 (UTC+3) | Kovba 18' Kornilenko 52', 60' Korytko 85' | verslag | Cesar 19' Lavrič 43' | Dinamostadion, Minsk Toeschouwers: 23.000 Scheidsrechter: Viktor Kassai |

|                               |           |         |             |                                                                              |
| 11 oktober 2006 20:15 (UTC+2) | Luxemburg | 0 – 1   | Bulgarije   | Stade Josy Barthel, Luxemburg Toeschouwers: 3.156 Scheidsrechter: Novo Panic |
| 11 oktober 2006 20:15 (UTC+2) |           | verslag | Tunchev 26' | Stade Josy Barthel, Luxemburg Toeschouwers: 3.156 Scheidsrechter: Novo Panic |

|                               |                                 |         |           |                                                                            |
| 11 oktober 2006 20:30 (UTC+2) | Nederland                       | 2 – 1   | Albanië   | Amsterdam ArenA, Amsterdam Toeschouwers: 40.000 Scheidsrechter: Alon Yefet |
| 11 oktober 2006 20:30 (UTC+2) | Van Persie 15' Beqaj 42' (e.d.) | verslag | Curri 67' | Amsterdam ArenA, Amsterdam Toeschouwers: 40.000 Scheidsrechter: Alon Yefet |

|                             |               |         |                            |                                                                                      |
| 24 maart 2007 17:00 (UTC+1) | Luxemburg     | 1 – 2   | Wit-Rusland                | Stade Josy Barthel, Luxemburg Toeschouwers: 2.000 Scheidsrechter: Mark Steven Whitby |
| 24 maart 2007 17:00 (UTC+1) | Sagramola 68' | verslag | Kalachev 25' Koetoezaw 54' | Stade Josy Barthel, Luxemburg Toeschouwers: 2.000 Scheidsrechter: Mark Steven Whitby |

|                             |         |       |          |                                                                                |
| 24 maart 2007 17:00 (UTC+1) | Albanië | 0 – 0 | Slovenië | Loro Boriçistadion, Shkodër Toeschouwers: 12.000 Scheidsrechter: Joseph Attard |
| 24 maart 2007 17:00 (UTC+1) | verslag |       |          | Loro Boriçistadion, Shkodër Toeschouwers: 12.000 Scheidsrechter: Joseph Attard |

|                             |           |       |          |                                                                     |
| 24 maart 2007 20:30 (UTC+1) | Nederland | 0 – 0 | Roemenië | De Kuip, Rotterdam Toeschouwers: 49.000 Scheidsrechter: Marcus Merk |
| 24 maart 2007 20:30 (UTC+1) | verslag   |       |          | De Kuip, Rotterdam Toeschouwers: 49.000 Scheidsrechter: Marcus Merk |

|                             |           |       |         |                                                                                           |
| 28 maart 2007 18:00 (UTC+3) | Bulgarije | 0 – 0 | Albanië | Vasil Levski Nationaal Stadion, Sofia Toeschouwers: 25.000 Scheidsrechter: Jonas Eriksson |
| 28 maart 2007 18:00 (UTC+3) | verslag   |       |         | Vasil Levski Nationaal Stadion, Sofia Toeschouwers: 25.000 Scheidsrechter: Jonas Eriksson |

|                             |                                |         |           |                                                                                  |
| 28 maart 2007 18:30 (UTC+3) | Roemenië                       | 3 – 0   | Luxemburg | Ceahlăulstadion, Piatra Neamţ Toeschouwers: 12.000 Scheidsrechter: Romans Lajuks |
| 28 maart 2007 18:30 (UTC+3) | Mutu 26' Contra 56' Marica 90' | verslag |           | Ceahlăulstadion, Piatra Neamţ Toeschouwers: 12.000 Scheidsrechter: Romans Lajuks |

|                             |          |         |                     |                                                                                |
| 28 maart 2007 20:45 (UTC+2) | Slovenië | 0 – 1   | Nederland           | Arena Petrol, Celje Toeschouwers: 9.500 Scheidsrechter: Manuel Mejuto González |
| 28 maart 2007 20:45 (UTC+2) |          | verslag | Van Bronckhorst 86' | Arena Petrol, Celje Toeschouwers: 9.500 Scheidsrechter: Manuel Mejuto González |

|                           |                        |         |           |                                                                               |
| 2 juni 2007 20:30 (UTC+2) | Albanië                | 2 – 0   | Luxemburg | Qemal Stafastadion, Tirana Toeschouwers: 8.000 Scheidsrechter: Lasha Silagava |
| 2 juni 2007 20:30 (UTC+2) | Kapllani 38' Haxhi 57' | verslag |           | Qemal Stafastadion, Tirana Toeschouwers: 8.000 Scheidsrechter: Lasha Silagava |

|                           |             |         |                        |                                                                       |
| 2 juni 2007 20:45 (UTC+2) | Slovenië    | 1 – 2   | Roemenië               | Arena Petrol, Celje Toeschouwers: 6.000 Scheidsrechter: Stuart Dougal |
| 2 juni 2007 20:45 (UTC+2) | Vršič 90+4' | verslag | Tamaș 52' Nicoliță 69' | Arena Petrol, Celje Toeschouwers: 6.000 Scheidsrechter: Stuart Dougal |

|                           |             |         |                   |                                                                         |
| 2 juni 2007 21:00 (UTC+3) | Wit-Rusland | 0 – 2   | Bulgarije         | Dinamostadion, Minsk Toeschouwers: 29.000 Scheidsrechter: Jaroslav Jára |
| 2 juni 2007 21:00 (UTC+3) |             | verslag | Berbatov 28', 46' | Dinamostadion, Minsk Toeschouwers: 29.000 Scheidsrechter: Jaroslav Jára |

|                           |                          |         |                    |                                                                                               |
| 6 juni 2007 20:00 (UTC+3) | Bulgarije                | 2 – 1   | Wit-Rusland        | Vasil Levski Nationaal Stadion, Sofia Toeschouwers: 10.227 Scheidsrechter: Kristinn Jakobsson |
| 6 juni 2007 20:00 (UTC+3) | M. Petrov 10' Yankov 40' | verslag | Vasilyuk 5' (pen.) | Vasil Levski Nationaal Stadion, Sofia Toeschouwers: 10.227 Scheidsrechter: Kristinn Jakobsson |

|                           |           |         |                             |                                                                                      |
| 6 juni 2007 20:15 (UTC+2) | Luxemburg | 0 – 3   | Albanië                     | Stade Josy Barthel, Luxemburg Toeschouwers: 4.325 Scheidsrechter: Paulius Malzinskas |
| 6 juni 2007 20:15 (UTC+2) |           | verslag | Skela 25' Kapllani 36', 72' | Stade Josy Barthel, Luxemburg Toeschouwers: 4.325 Scheidsrechter: Paulius Malzinskas |

|                           |                     |         |          |                                                                                   |
| 6 juni 2007 21:00 (UTC+3) | Roemenië            | 2 – 0   | Slovenië | Dan Păltinișanustadion, Timișoara Toeschouwers: 22.000 Scheidsrechter: Alon Yefet |
| 6 juni 2007 21:00 (UTC+3) | Mutu 40' Contra 70' | verslag |          | Dan Păltinișanustadion, Timișoara Toeschouwers: 22.000 Scheidsrechter: Alon Yefet |

|                                |           |         |                              |                                                                                  |
| 8 september 2007 17:00 (UTC+2) | Luxemburg | 0 – 3   | Slovenië                     | Stade Josy Barthel, Luxemburg Toeschouwers: 2.012 Scheidsrechter: Sergiy Berezka |
| 8 september 2007 17:00 (UTC+2) |           | verslag | Lavrič 7', 47' Novaković 37' | Stade Josy Barthel, Luxemburg Toeschouwers: 2.012 Scheidsrechter: Sergiy Berezka |

|                                |                 |         |                               |                                                                            |
| 8 september 2007 19:00 (UTC+3) | Wit-Rusland     | 1 – 3   | Roemenië                      | Dinamostadion, Minsk Toeschouwers: 19.320 Scheidsrechter: Peter Fröjdfeldt |
| 8 september 2007 19:00 (UTC+3) | Romaschenko 20' | verslag | Mutu 16', 77' (pen.) Dică 42' | Dinamostadion, Minsk Toeschouwers: 19.320 Scheidsrechter: Peter Fröjdfeldt |

|                                |                                 |         |           |                                                                                       |
| 8 september 2007 20:30 (UTC+2) | Nederland                       | 2 – 0   | Bulgarije | Amsterdam ArenA, Amsterdam Toeschouwers: 50.000 Scheidsrechter: Luis Medina Cantalejo |
| 8 september 2007 20:30 (UTC+2) | Sneijder 23' Van Nistelrooy 58' | verslag |           | Amsterdam ArenA, Amsterdam Toeschouwers: 50.000 Scheidsrechter: Luis Medina Cantalejo |

|                                 |                                        |         |           |                                                                                           |
| 12 september 2007 20:30 (UTC+3) | Bulgarije                              | 3 – 0   | Luxemburg | Vasil Levski Nationaal Stadion, Sofia Toeschouwers: 8.000 Scheidsrechter: Bülent Demirlek |
| 12 september 2007 20:30 (UTC+3) | Berbatov 27', 28' M. Petrov 54' (pen.) | verslag |           | Vasil Levski Nationaal Stadion, Sofia Toeschouwers: 8.000 Scheidsrechter: Bülent Demirlek |

|                                 |                  |         |             |                                                                                    |
| 12 september 2007 19:45 (UTC+2) | Slovenië         | 1 – 0   | Wit-Rusland | Arena Petrol, Celje Toeschouwers: 4.000 Scheidsrechter: Veaceslav Banari (Moldova) |
| 12 september 2007 19:45 (UTC+2) | Lavrič 3' (pen.) | verslag |             | Arena Petrol, Celje Toeschouwers: 4.000 Scheidsrechter: Veaceslav Banari (Moldova) |

|                                 |         |         |                      |                                                                            |
| 12 september 2007 20:45 (UTC+2) | Albanië | 0 – 1   | Nederland            | Qemal Stafastadion, Tirana Toeschouwers: 19.600 Scheidsrechter: Mike Riley |
| 12 september 2007 20:45 (UTC+2) |         | verslag | Van Nistelrooy 90+1' | Qemal Stafastadion, Tirana Toeschouwers: 19.600 Scheidsrechter: Mike Riley |

|                               |             |         |              |                                                                              |
| 13 oktober 2007 18:00 (UTC+3) | Wit-Rusland | 0 – 1   | Luxemburg    | Centraalstadion, Gomel Toeschouwers: 14.000 Scheidsrechter: Michael Svendsen |
| 13 oktober 2007 18:00 (UTC+3) |             | verslag | Leweck 90+5' | Centraalstadion, Gomel Toeschouwers: 14.000 Scheidsrechter: Michael Svendsen |

|                               |           |         |           |                                                                                |
| 13 oktober 2007 20:15 (UTC+3) | Roemenië  | 1 – 0   | Nederland | Stadionul Farul, Constanța Toeschouwers: 13.000 Scheidsrechter: Kyros Vassaras |
| 13 oktober 2007 20:15 (UTC+3) | Goian 71' | verslag |           | Stadionul Farul, Constanța Toeschouwers: 13.000 Scheidsrechter: Kyros Vassaras |

|                               |          |       |         |                                                                                   |
| 13 oktober 2007 20:30 (UTC+2) | Slovenië | 0 – 0 | Albanië | Arena Petrol, Celje Toeschouwers: 4.625 Scheidsrechter: Duarte Nuno Pereira Gomes |
| 13 oktober 2007 20:30 (UTC+2) | verslag  |       |         | Arena Petrol, Celje Toeschouwers: 4.625 Scheidsrechter: Duarte Nuno Pereira Gomes |

|                               |           |         |                         |                                                                               |
| 17 oktober 2007 20:15 (UTC+2) | Luxemburg | 0 – 2   | Roemenië                | Stade Josy Barthel, Luxemburg Toeschouwers: 3.584 Scheidsrechter: Felix Brych |
| 17 oktober 2007 20:15 (UTC+2) |           | verslag | F. Petre 42' Marica 61' | Stade Josy Barthel, Luxemburg Toeschouwers: 3.584 Scheidsrechter: Felix Brych |

|                               |                            |         |          |                                                                                |
| 17 oktober 2007 20:30 (UTC+2) | Nederland                  | 2 – 0   | Slovenië | Philips Stadion, Eindhoven Toeschouwers: 35.000 Scheidsrechter: Nicola Rizzoli |
| 17 oktober 2007 20:30 (UTC+2) | Sneijder 14' Huntelaar 88' | verslag |          | Philips Stadion, Eindhoven Toeschouwers: 35.000 Scheidsrechter: Nicola Rizzoli |

|                               |                      |         |              |                                                                               |
| 17 oktober 2007 20:45 (UTC+2) | Albanië              | 1 – 1   | Bulgarije    | Qemal Stafastadion, Tirana Toeschouwers: 8.000 Scheidsrechter: Fritz Stuchlik |
| 17 oktober 2007 20:45 (UTC+2) | Kishishev 32' (e.d.) | verslag | Berbatov 87' | Qemal Stafastadion, Tirana Toeschouwers: 8.000 Scheidsrechter: Fritz Stuchlik |

|                                |             |         |          |                                                                                          |
| 17 november 2007 18:00 (UTC+2) | Bulgarije   | 1 – 0   | Roemenië | Vasil Levski Nationaal Stadion, Sofia Toeschouwers: 15.000 Scheidsrechter: Konrad Plautz |
| 17 november 2007 18:00 (UTC+2) | Dimitrov 6' | verslag |          | Vasil Levski Nationaal Stadion, Sofia Toeschouwers: 15.000 Scheidsrechter: Konrad Plautz |

|                                |                          |         |                                                  |                                                                                |
| 17 november 2007 20:00 (UTC+2) | Albanië                  | 2 – 4   | Wit-Rusland                                      | Qemal Stafastadion, Tirana Toeschouwers: 5.000 Scheidsrechter: Bülent Demirlek |
| 17 november 2007 20:00 (UTC+2) | Bogdani 39' Kapllani 43' | verslag | Romaschenko 28', 63' (pen.) Koetoezaw 45+1', 54' | Qemal Stafastadion, Tirana Toeschouwers: 5.000 Scheidsrechter: Bülent Demirlek |

|                                |                |         |           |                                                                        |
| 17 november 2007 20:30 (UTC+1) | Nederland      | 1 – 0   | Luxemburg | De Kuip, Rotterdam Toeschouwers: 49.000 Scheidsrechter: Martin Hansson |
| 17 november 2007 20:30 (UTC+1) | Koevermans 43' | verslag |           | De Kuip, Rotterdam Toeschouwers: 49.000 Scheidsrechter: Martin Hansson |

|                                |                                                                   |         |              |                                                                                  |
| 21 november 2007 18:00 (UTC+2) | Roemenië                                                          | 6 – 1   | Albanië      | Lia Manoliustadion, Boekarest Toeschouwers: 25.000 Scheidsrechter: Edo Trivkovic |
| 21 november 2007 18:00 (UTC+2) | Dică 22', 71' (pen.) Tamaș 53' Niculae 62', 65' Marica 69' (pen.) | verslag | Kapllani 64' | Lia Manoliustadion, Boekarest Toeschouwers: 25.000 Scheidsrechter: Edo Trivkovic |

|                                |                        |         |                   |                                                                         |
| 21 november 2007 19:00 (UTC+2) | Wit-Rusland            | 2 – 1   | Nederland         | Dinamostadion, Minsk Toeschouwers: 12.000 Scheidsrechter: Philippe Kalt |
| 21 november 2007 19:00 (UTC+2) | Bulyha 49' Korytko 65' | verslag | Van der Vaart 88' | Dinamostadion, Minsk Toeschouwers: 12.000 Scheidsrechter: Philippe Kalt |

|                                |          |         |                           |                                                                        |
| 21 november 2007 18:00 (UTC+1) | Slovenië | 0 – 2   | Bulgarije                 | Arena Petrol, Celje Toeschouwers: 4.000 Scheidsrechter: Mike Mullarkey |
| 21 november 2007 18:00 (UTC+1) |          | verslag | Georgiev 81' Berbatov 84' | Arena Petrol, Celje Toeschouwers: 4.000 Scheidsrechter: Mike Mullarkey |

## Gekwalificeerde landen

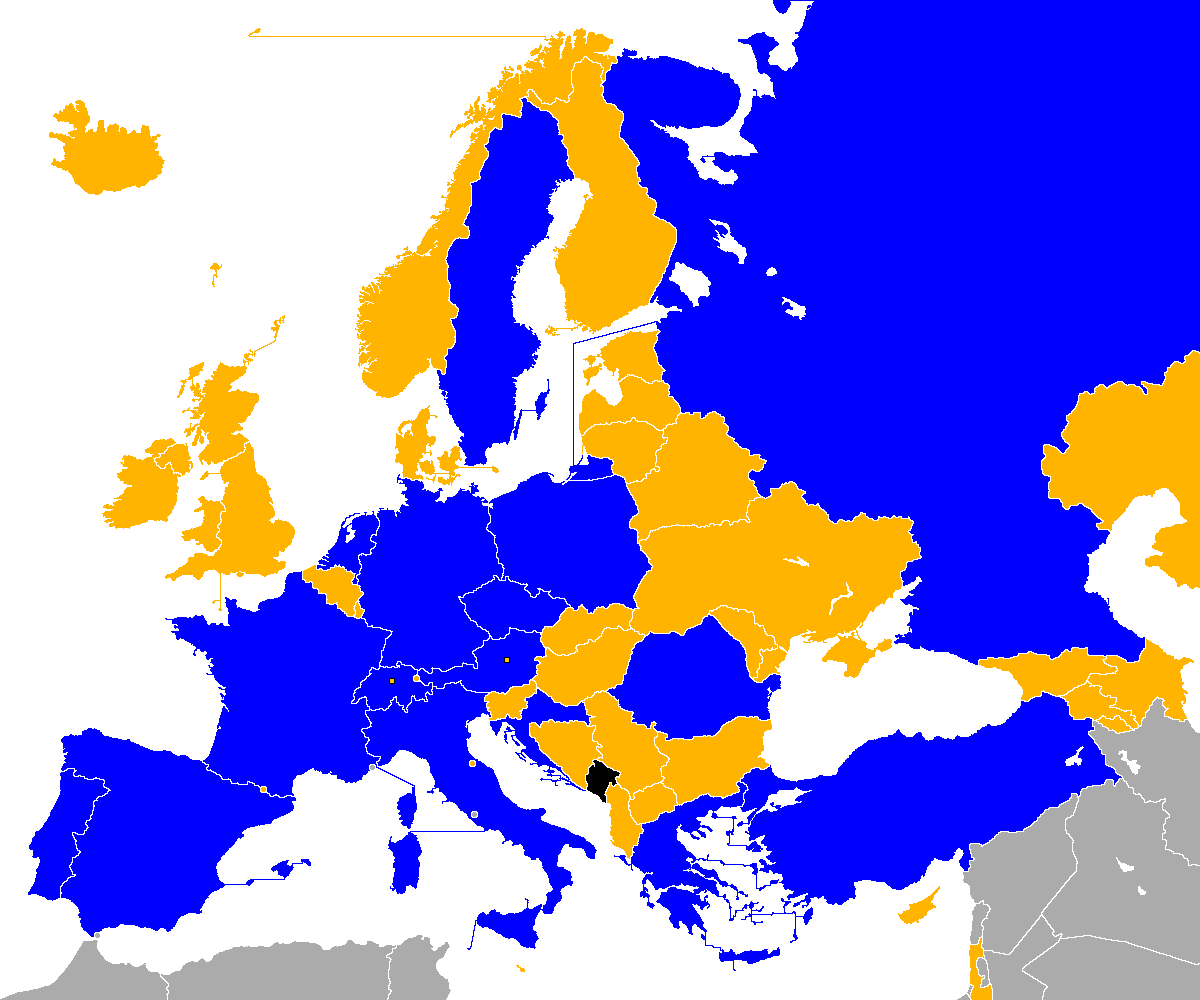
Gekwalificeerd
Niet gekwalificeerd
Geen deelname
Geen UEFA-lid

| Groep | Plaats | Land        | Wed | Win | Gel | Ver | DV | DT | +/− | Pnt |
| ----- | ------ | ----------- | --- | --- | --- | --- | -- | -- | --- | --- |
| gast  | -      | Oostenrijk  | -   | -   | -   | -   | -  | -  | -   | -   |
| gast  | -      | Zwitserland | -   | -   | -   | -   | -  | -  | -   | -   |
| A     | 1      | Polen       | 14  | 8   | 4   | 2   | 24 | 12 | 12  | 28  |
| A     | 2      | Portugal    | 14  | 7   | 6   | 1   | 25 | 11 | 14  | 27  |
| B     | 1      | Italië      | 12  | 9   | 2   | 1   | 22 | 9  | 13  | 29  |
| B     | 2      | Frankrijk   | 12  | 8   | 2   | 2   | 25 | 5  | 20  | 26  |
| C     | 1      | Griekenland | 12  | 10  | 1   | 1   | 25 | 10 | 15  | 31  |
| C     | 2      | Turkije     | 12  | 7   | 3   | 2   | 25 | 11 | 14  | 24  |
| D     | 1      | Tsjechië    | 12  | 9   | 2   | 1   | 27 | 5  | 22  | 29  |
| D     | 2      | Duitsland   | 12  | 8   | 3   | 1   | 35 | 7  | 28  | 27  |
| E     | 1      | Kroatië     | 12  | 9   | 2   | 1   | 28 | 8  | 20  | 29  |
| E     | 2      | Rusland     | 12  | 7   | 3   | 2   | 18 | 7  | 11  | 24  |
| F     | 1      | Spanje      | 12  | 9   | 1   | 2   | 23 | 8  | 16  | 28  |
| F     | 2      | Zweden      | 12  | 8   | 2   | 2   | 23 | 9  | 14  | 26  |
| G     | 1      | Roemenië    | 12  | 9   | 2   | 1   | 26 | 7  | 19  | 29  |
| G     | 2      | Nederland   | 12  | 8   | 2   | 2   | 15 | 5  | 10  | 26  |